# Rautengewächse
Die Rautengewächse oder Rutaceen (Rutaceae) sind eine artenreiche Pflanzenfamilie innerhalb der Ordnung der Seifenbaumartigen (Sapindales). Die früher auch der Ordnung Rutales zugeordnete Familie umfasst 150 bis 183 Gattungen mit 1200 bis 1900 Arten. Hierzu gehören auch alle Zitrusfrüchte.

## Beschreibung

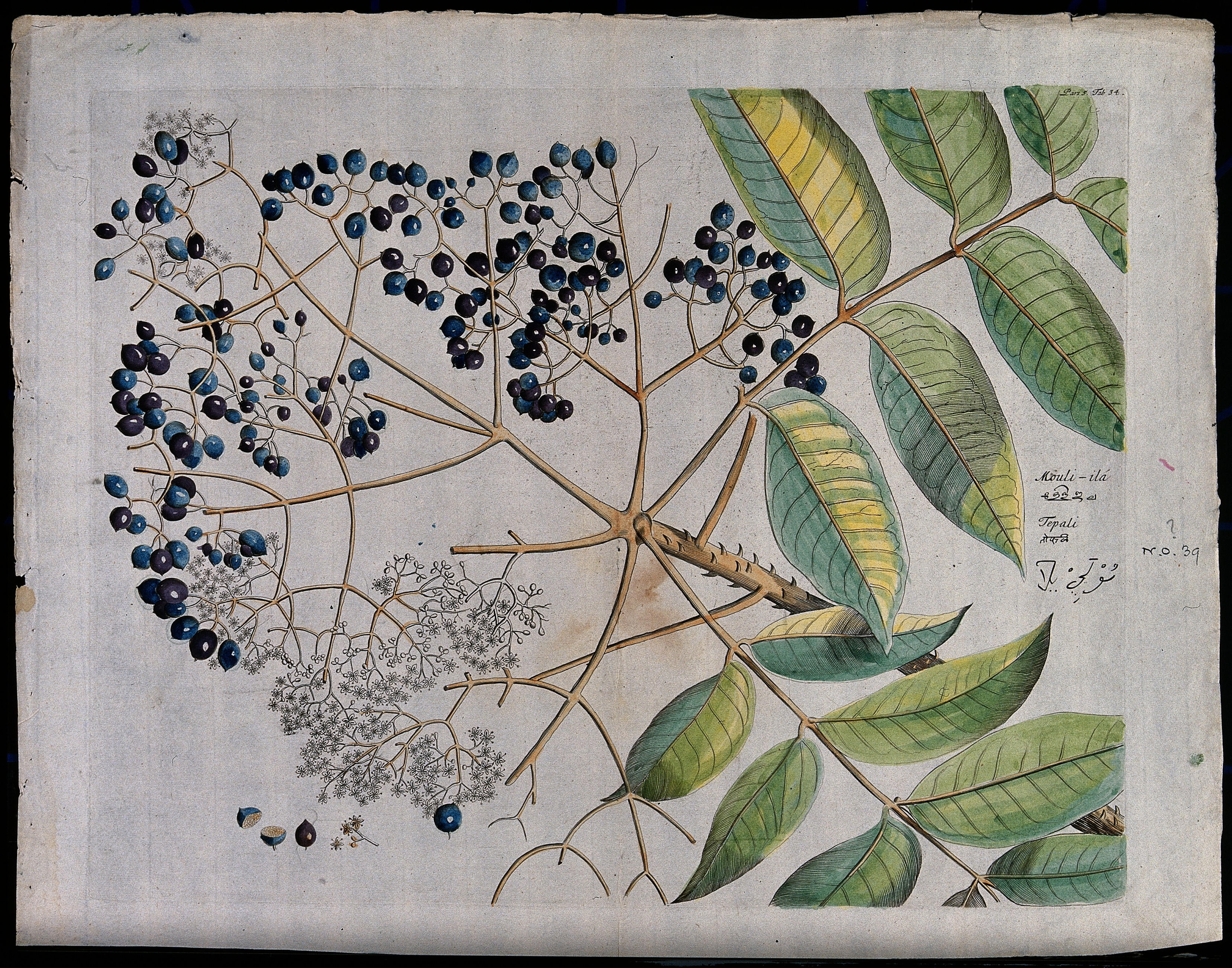
Unterfamilie Toddalioideae: Illustration von Zanthoxylum rhetsea

### Vegetative Merkmale

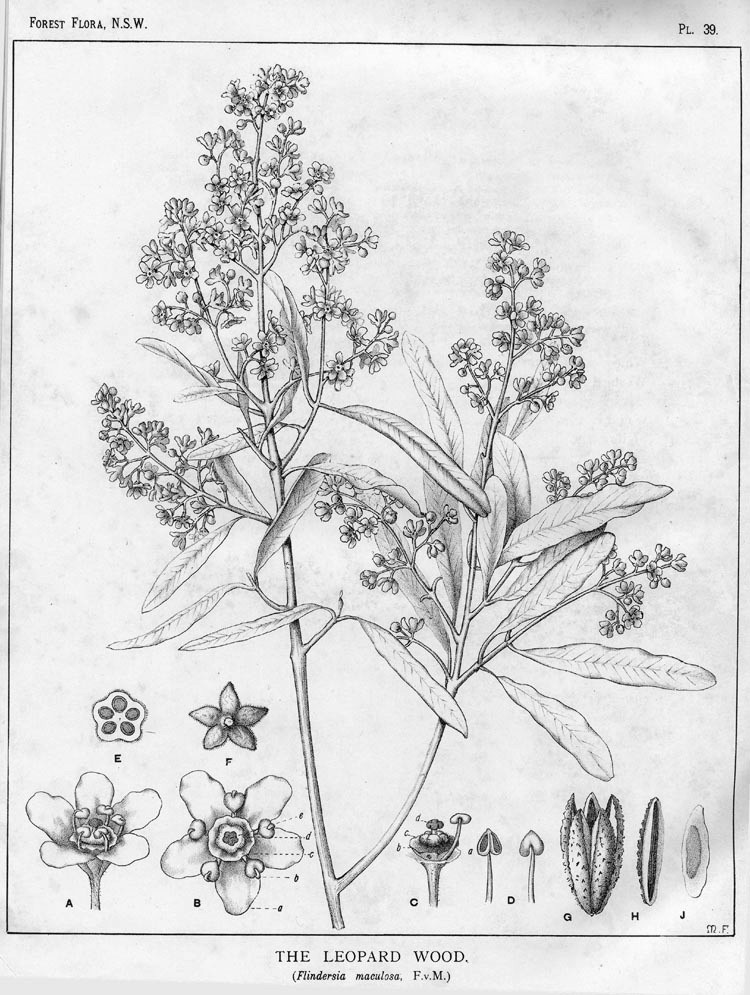
Unterfamilie Flindersioideae: Illustration von Flindersia maculosa

Die Rautengewächse sind überwiegend Bäume oder Sträucher, seltener auch krautige Pflanzen. Sie sind immergrün oder laubabwerfend. Die meisten dieser Pflanzenarten enthalten ätherische Öle. Die gestielten Laubblätter sind von Art zu Art verschieden: wechsel- oder meist gegenständig, einfach oder meist zusammengesetzt. Nur selten sind Nebenblätter vorhanden. Die ölenthaltenden Blattflächen sind oft durchscheinend punktiert.

### Generative Merkmale
Selten stehen die Blüten einzeln, meist stehen sie in unterschiedlich gebauten Blütenständen zusammen. Die Blüten sind meist zwittrig; wenn sie eingeschlechtig sind, sind die Pflanzen einhäusig (monözisch) oder zweihäusig (diözisch).

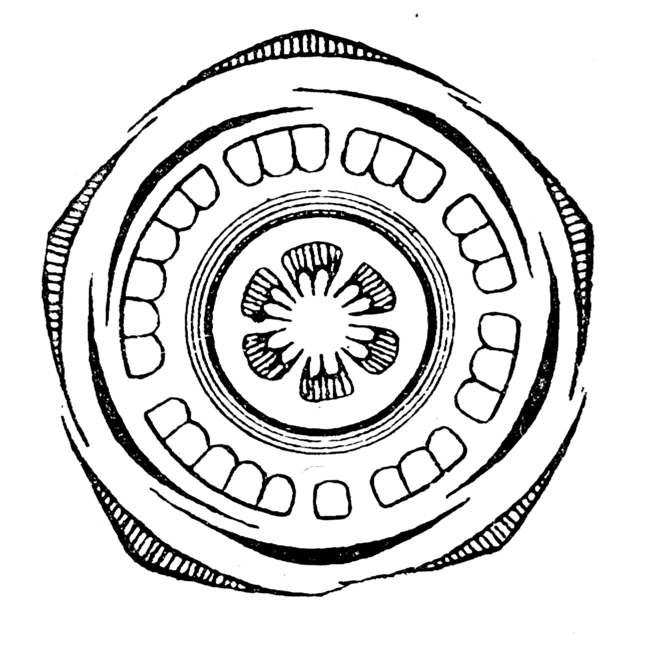
Blütendiagramm von Citrus vulgaris

Die kleinen bis mittelgroßen Blüten sind radiärsymmetrisch, seltener auch etwas zygomorph, mit doppelter Blütenhülle (Perianth) und drei- bis fünfzählig. Die Kelchblätter sind entweder frei oder an der Basis verwachsen und bei einigen Taxa stark reduziert. Die vier- oder fünfzähligen, selten auch dreizähligen Kronblätter sind frei oder verwachsen. Die Zahl der Staubblätter kann ganz unterschiedlich sein: zwei, drei, fünf, acht, zehn, oder 20 bis 60. Die Staubfäden sind meist breit und frei oder oft untereinander an ihrer Basis ringförmig verwachsen. Ein intrastaminaler Diskus ist vorhanden. Meist sind (ein bis) vier bis fünf (bis 100) oberständige Fruchtblätter vorhanden, die frei (apokarp) sein können oder verwachsen (synkarp).
Bei Fruchttypen sind die Rutaceae sehr variabel: Beeren, Steinfrüchte, Samaras, Kapselfrüchte und Balgfrüchte kommen vor.

## Ökologie
Die Bestäubung erfolgt durch Insekten (Entomophilie).

## Systematik und Verbreitung
Die meisten Gattungen und Arten kommen in den Subtropen und Tropen fast weltweit vor. Nur wenige Arten besiedeln die nördlichen gemäßigten Gebiete. Die Zentren der Artenvielfalt (Diversitätszentren) liegen im südlichen Afrika und Australien.

### Taxonomie
Die Familie Rutaceae wurde 1789 durch Antoine-Laurent de Jussieu in Genera Plantarum. S. 296. aufgestellt. Typusgattung ist Ruta L.  Synonyme für Rutaceae Juss. sind: Amyridaceae Kunth, Aurantiaceae Juss., Boroniaceae J.Agardh, Cneoraceae Vest nom. cons., Correaceae J.Agardh nom. inval., Cuspariaceae Tratt. nom. illeg., Dictamnaceae Vest, Diosmaceae R.Br. ex Bartl., Diplolaenaceae J.Agardh, Flindersiaceae C.T.White ex Airy Shaw, Fraxinellaceae Nees & Mart. nom. illeg., Pilocarpaceae J.Agardh, Ptaeroxylaceae J.-F.Leroy, Pteleaceae Kunth, Zanthoxylaceae Martinov.

### Innere Systematik
Etwa 25 % der Gattungen sind monotypisch.
Die Familie Rutaceae gliedert sich in fünf bis sechs Unterfamilien und einige Tribus mit insgesamt 150 bis 183 Gattungen mit 1200 bis 1900 Arten:

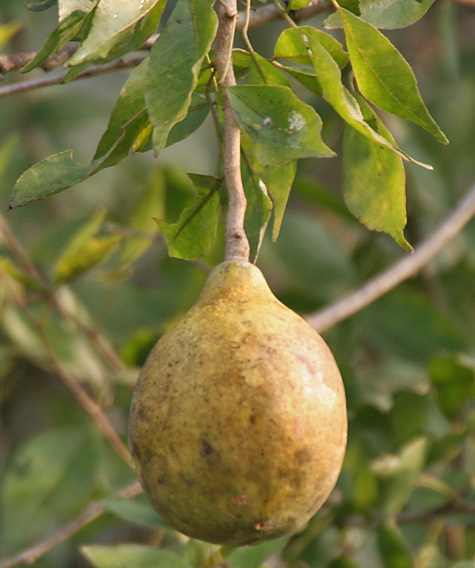
Unterfamilie Aurantioideae Tribus Citreae: Bengalische Quitte (Aegle marmelos)

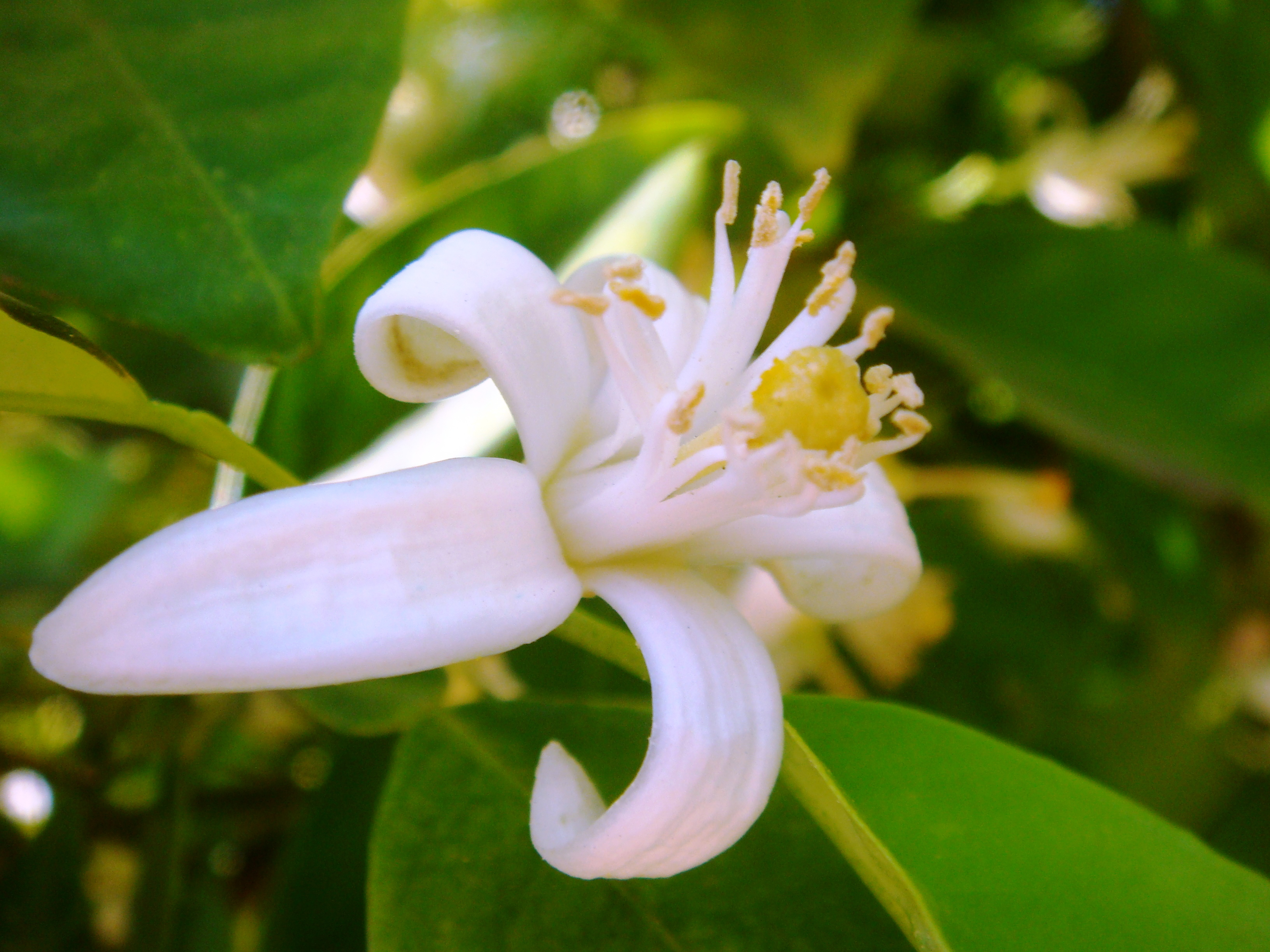
Unterfamilie Aurantioideae Tribus Citreae: Bitterorange (Citrus x aurantium)

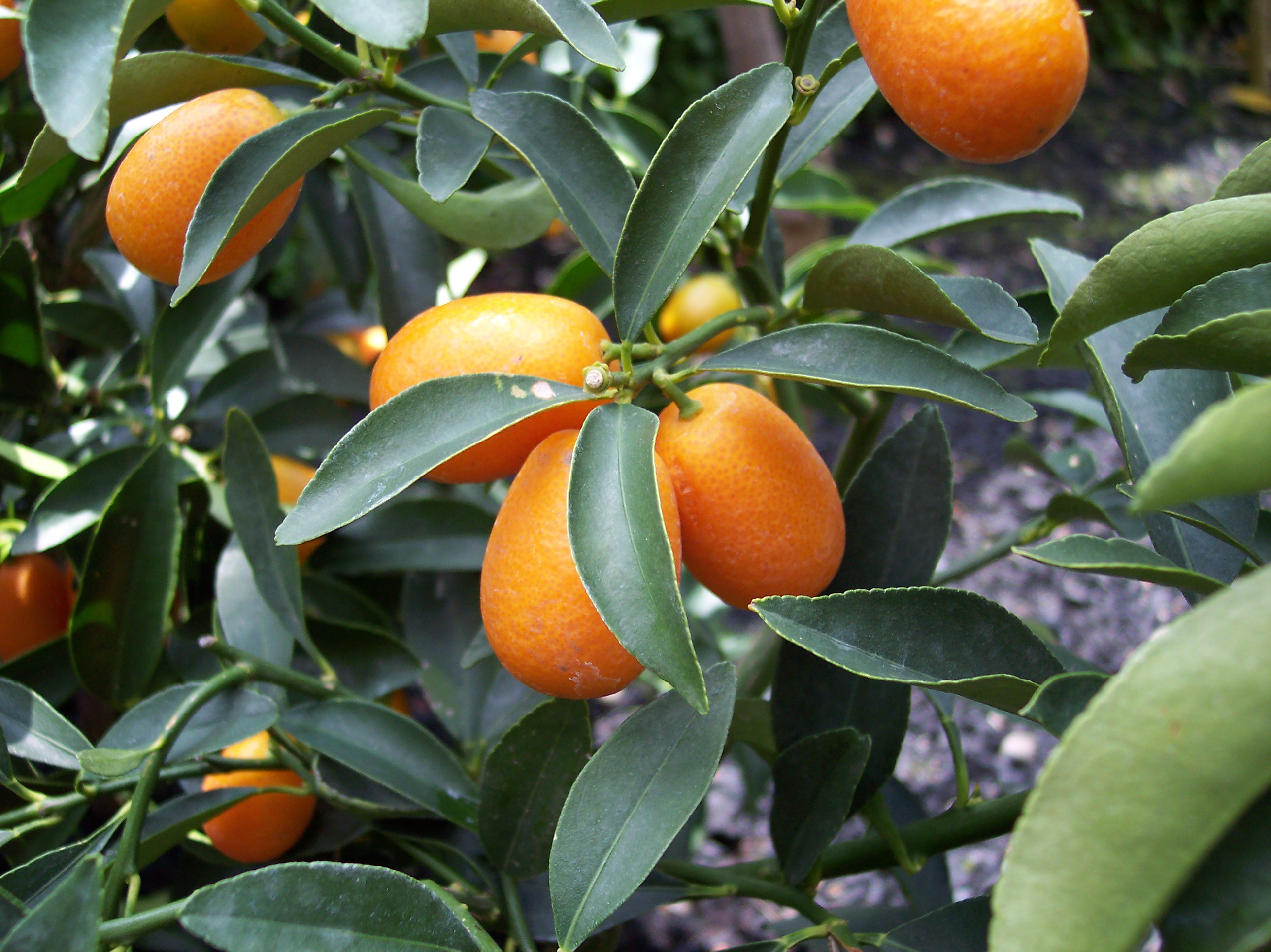
Unterfamilie Aurantioideae Tribus Citreae: Fortunella margarita

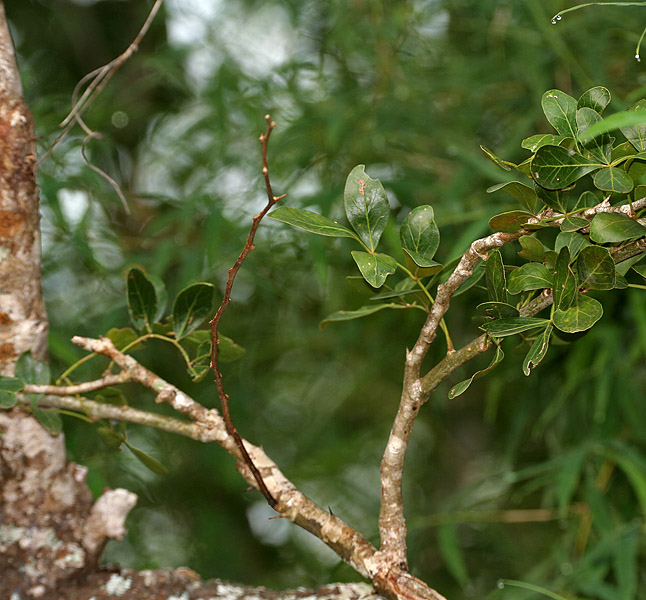
Unterfamilie Aurantioideae Tribus Citreae: Indischer Holzapfel (Limonia acidissima)

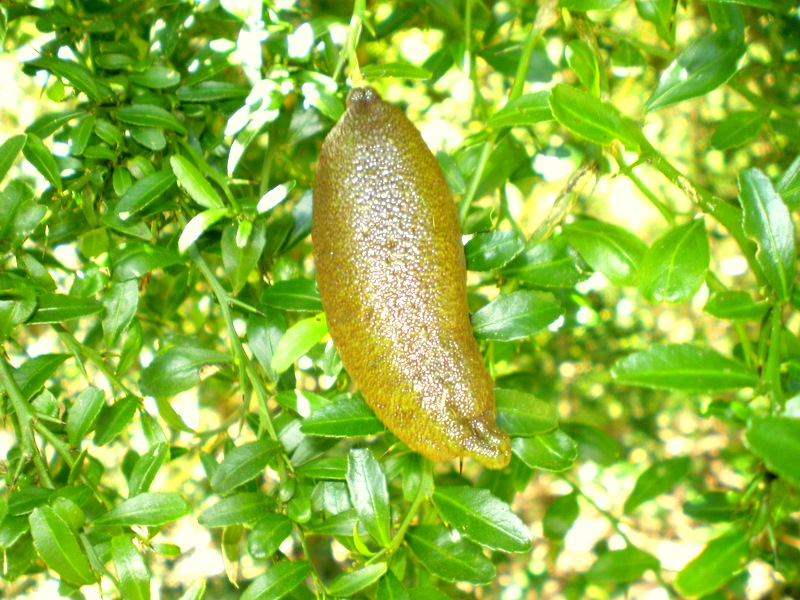
Unterfamilie Aurantioideae Tribus Citreae: Australische Fingerlimette (Microcitrus australasica)

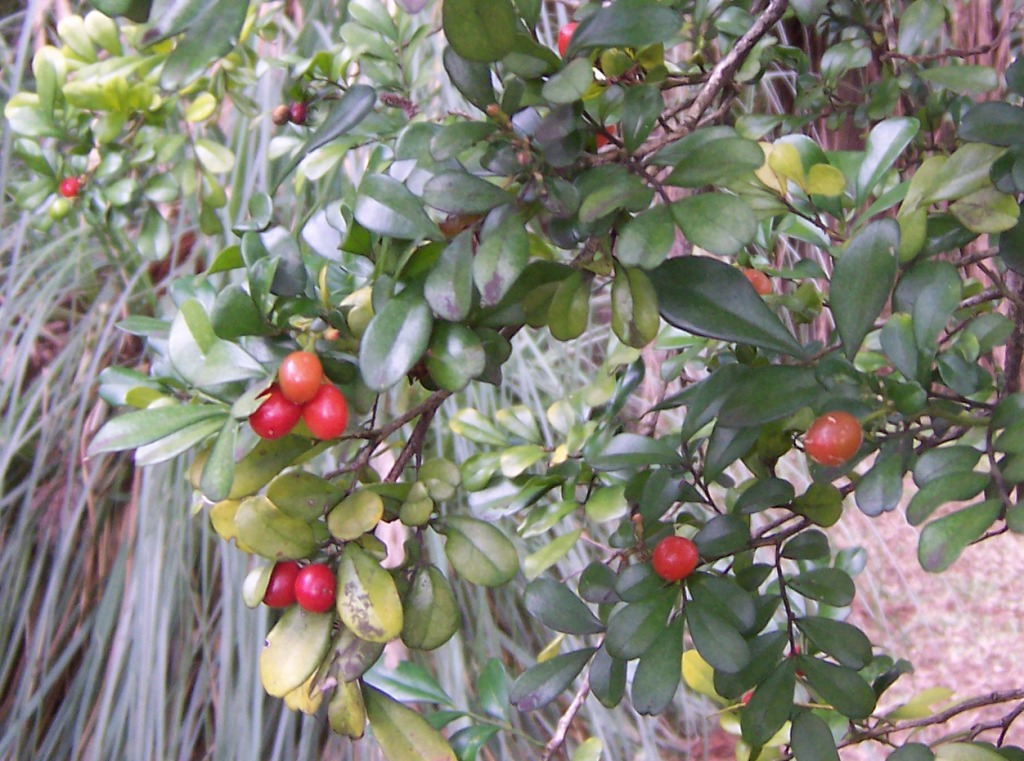
Unterfamilie Aurantioideae Tribus Citreae: Orangenraute (Murraya paniculata)

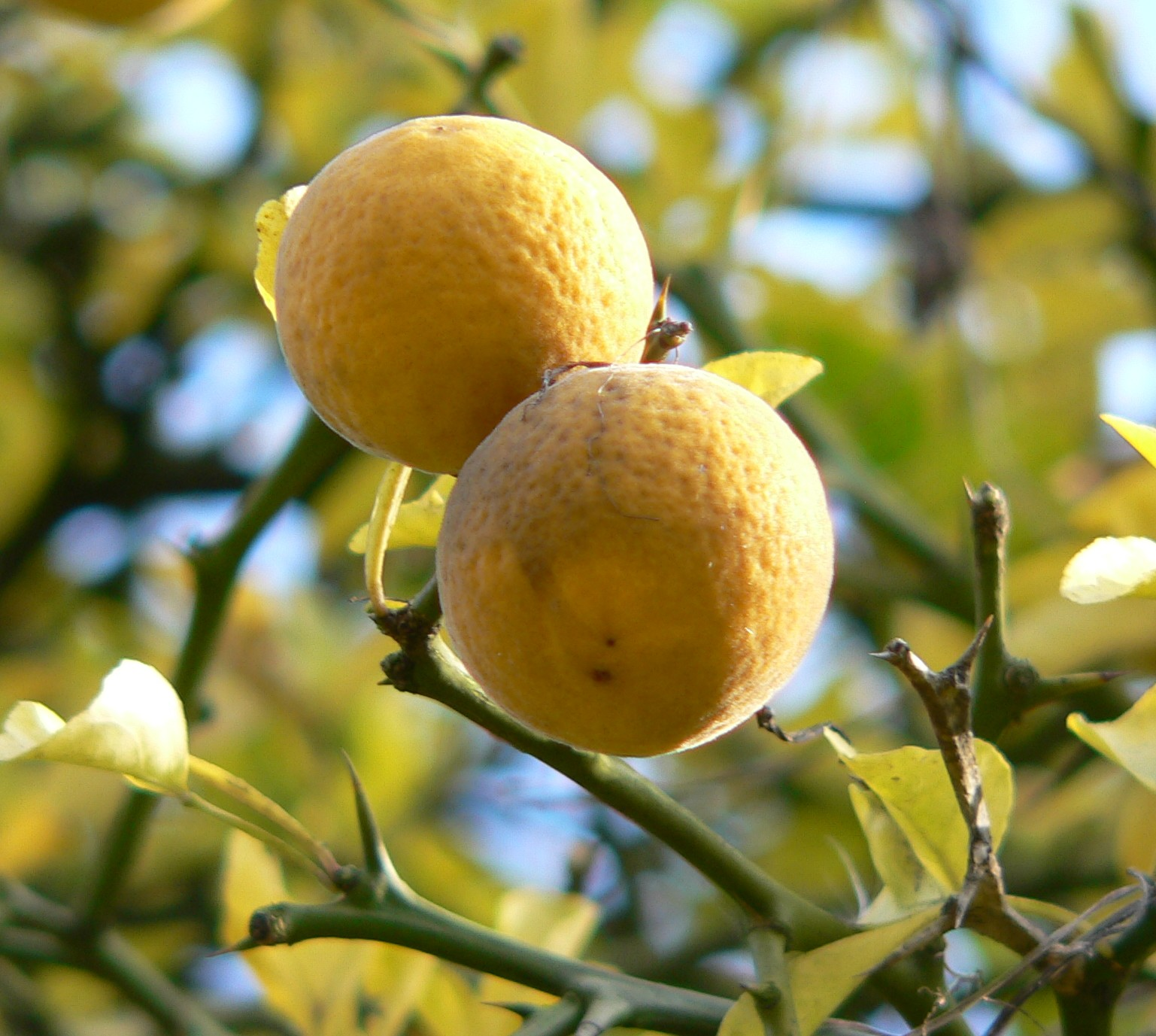
Unterfamilie Aurantioideae Tribus Citreae: Dreiblättrige Bitterorange (Poncirus trifoliatus)

- Unterfamilie Aurantioideae Eaton (Syn.: Citroideae): Sie enthält nach Swingle & Reece 1967[5] zwei Tribus mit etwa 40 Gattungen:

- Tribus Citreae: Sie enthält nach Bayer et al. 2009 mit drei Subtribus (Triphasiinae, Balsamocitrinae und Citrinae) etwa 39 Gattungen:

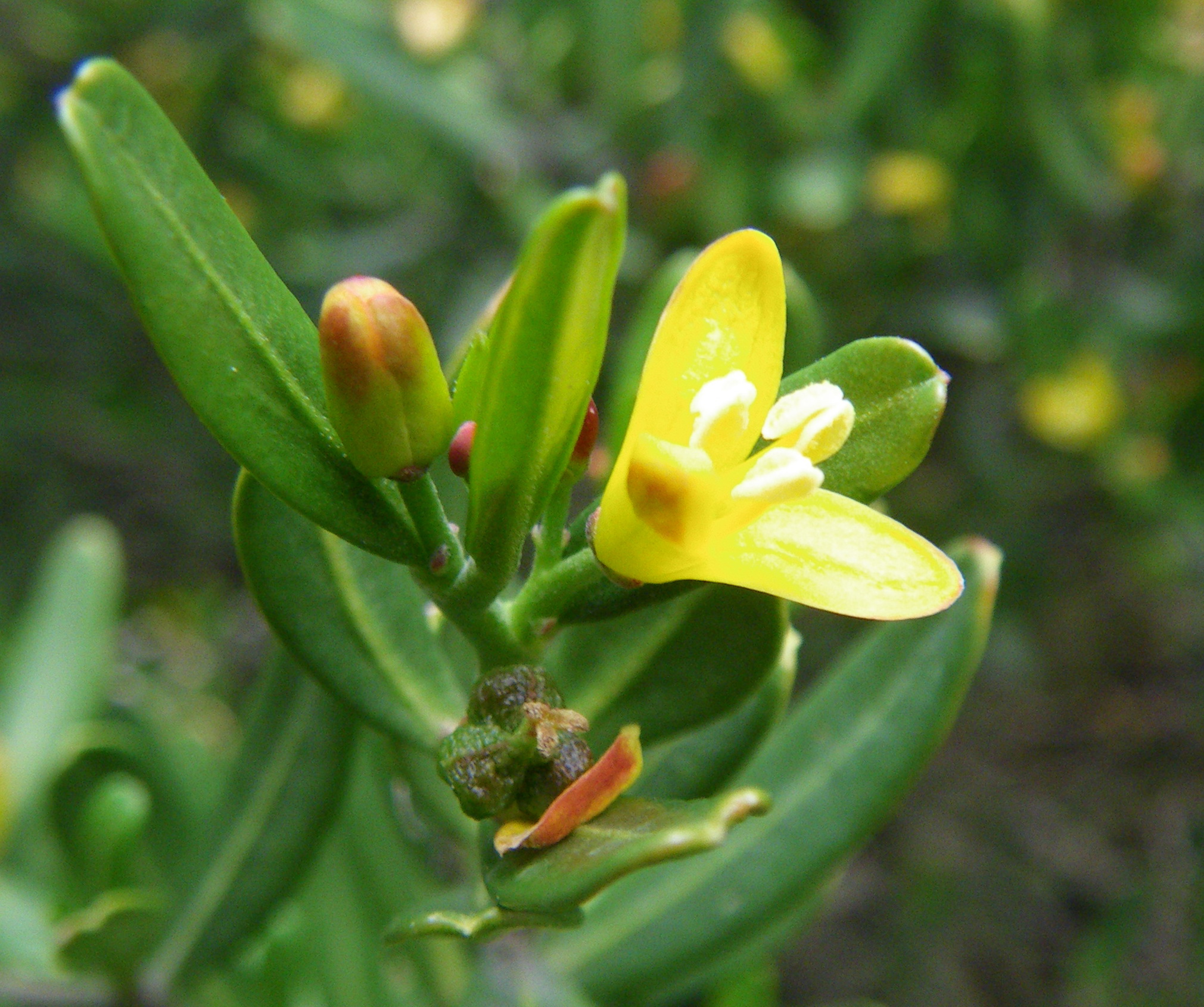
Unterfamilie Spathelioideae: Zwergölbaum (Cneorum tricoccon)

  - Aegle Corrêa: Sie enthält nur eine Art:
    - Bengalische Quitte oder Bel (Aegle marmelos (L.) Corrêa): Sie ist in Indien beheimatet und wird auch in anderen Ländern kultiviert.

  - Aeglopsis Swingle: Die ein bis fünf Arten sind im tropischen Afrika verbreitet.
  - Afraegle (Swingle) Engl.: Die zwei bis vier Arten sind in Westafrika verbreitet.
  - Atalantia Corrêa: Die etwa 17 Arten sind im südlichen Asien und in Südostasien verbreitet. In China kommen sieben Arten vor, zwei davon nur dort.
  - Balsamocitrus Stapf: Die zwei bis drei Arten sind im tropischen Ostafrika verbreitet.
  - Burkillanthus Swingle: Sie enthält nur eine Art:
    - Burkillanthus malaccensis (Ridl.) Swingle: Sie kommt in Indonesien (Sumatra) vor und ist auf der Malaiischen Halbinsel ausgestorben.

  - × Citremocitrus ined. (intergenerische Hybride zwischen Eremocitrus × Citrus)
  - × Citrofortunella J.W.Ingram & H.E.Moore (intergenerische Hybride zwischen Citrus × Fortunella, siehe Citrus madurensis)
  - × Citromicrocitrus ined. (intergenerische Hybride zwischen Citrus × Microcitrus)
  - × Citroncirus J.W.Ingram & H.E.Moore (intergenerische Hybride zwischen Citrus × Poncirus)
  - Citropsis (Engl.) Swingle & M.Kellerm.: Die vier bis zehn Arten sind im tropischen Afrika verbreitet.
    - Citropsis gabunensis (Engl.) Swingle & M.Kellerm.: Aus dem mittleren Zentralafrika und im westlichen Westafrika.

  - Zitruspflanzen (Citrus L.): Die etwa 30 Arten sind in Asien und Australien verbreitet.
  - Clymenia Swingle (werden auch zu Citrus gestellt): Die etwa zwei Arten kommen nur in Neuguinea vor.
  - ×Coleara ined. (intergenerische Hybride zwischen Clymenia × ((Citrus × Fortunella) × Fortunella))
  - Eremocitrus Swingle (bei manchen Autoren in Citrus L.): Sie enthält nur eine Art:
    - Australische Wüstenlimette (Eremocitrus glauca (Lindl.) Swingle)

  - Feroniella Swingle: Die etwa drei Arten in Südostasien und auf Java verbreitet.
    - Feroniella lucida (Scheff.) Swingle: Aus Südostasien, Kambodscha, Laos, Thailand, Vietnam bis nach Java.

  - × Fortucitrocirus ined. (intergenerische Hybride zwischen Fortunella × (Citrus × Poncirus))
  - Kumquats (Fortunella Swingle) (bei manchen Autoren Untergattung in Citrus L.)
  - Limnocitrus Swingle: Sie enthält nur eine Art:
    - Limnocitrus littoralis (Miq.) Swingle: Sie kommt in Indonesien vor.

  - Limonia L.: Sie enthält nur eine Art:
    - Indischer Holzapfel (Limonia acidissima L.)

  - Luvunga Buch.-Ham. ex Wight & Arn.: Die etwa zehn Arten sind im südlichen Asien und in Südostasien verbreitet.
  - Merope M.Roem.: Sie enthält nur eine Art:
    - Merope angulata (Willd.) Swingle: Sie kommt im tropischen Asien vor.

  - Merrillia Swingle: Sie enthält nur eine Art:
    - Merrillia caloxylon Swingle: Sie kommt in Südostasien vor.

  - × Microcirus ined. (intergenerische Hybride zwischen Microcitrus × Poncirus)
  - × Microcitronella ined. (intergenerische Hybride zwischen Microcitrus × (Citrus × Fortunella))
  - Microcitrus Swingle (bei manchen Autoren in Citrus L.): Mit etwa sieben Arten.
  - × Microfortunella ined. (intergenerische Hybride zwischen Microcitrus × Fortunella)
  - Monanthocitrus Tanaka: Die etwa vier Arten kommen auf Borneo und in Neuguinea vor.
  - Orangenrauten (Murraya J.Koenig ex L.): Die etwa zwölf Arten sind im östlichen, südlichen Asien, Südostasien, Australien, auf südwestlichen Pazifischen Inseln weit verbreitet. In China kommen neun Arten vor, fünf davon nur dort.
  - Naringi Adans.: Sie enthält nur eine Art:
    - Naringi crenulata (Roxb.) Nicolson: Sie kommt in Südostasien vor.

  - Oxanthera Montrouz. (wird auch zu Citrus gestellt): Die höchstens fünf Arten kommen auf Neukaledonien vor.
  - Pamburus Swingle: Sie enthält nur eine Art:
    - Pamburus missionis (Wall. ex Wight) Swingle: Sie kommt in Südindien und auf Sri Lanka vor.

  - Paramignya Wight: Die etwa 15 Arten sind im südlichen Asien, Südostasien und im nördlichen Australien weitverbreitet.
  - Pleiospermium (Engl.) Swingle: Die etwa fünf Arten kommen in Indien, Sri Lanka, Sumatra, Java und Borneo vor.
  - Poncirus Raf. (wird auch zu Citrus gestellt): Die etwa zwei Arten kommen in China und Japan vor.
  - Severinia Ten. ex Endl. (bei manchen Autoren in Atalantia Corrêa)
  - Swinglea Merr.: Sie enthält nur eine Art:
    - Swinglea glutinosa (Blanco) Merr.: Sie kommt auf den Philippinen vor.

  - Triphasia Lour.: Die etwa drei Arten kommen in Ostasien und auf den Philippinen vor. Darunter:
    - Triphasia trifolia (Burm.f.) P.Wilson 

  - Wenzelia Merr.: Die etwa neun Arten sind von den Philippinen bis zu den Salomonen und den Fidschi-Inseln verbreitet.

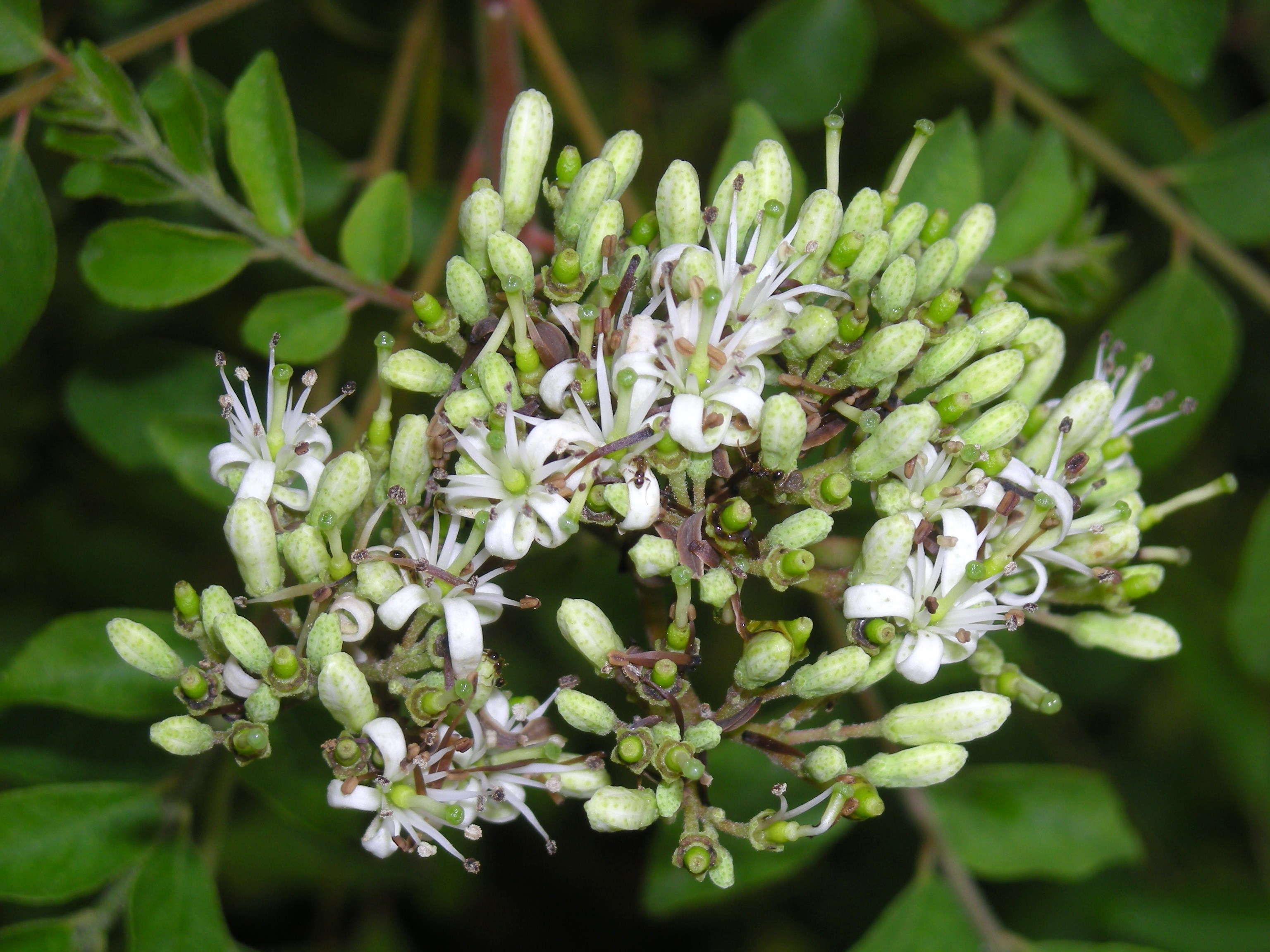
Unterfamilie Aurantioideae Tribus Clauseneae: Currybaum (Bergera koenigii)

- Tribus Clauseneae: Sie enthält vier Gattungen:
  - Bergera K.D.Koenig ex L.: Die Arten sind im südlichen und südöstlichen Asien verbreitet, darunter
    - Currybaum (Bergera koenigii L.; Syn. Murraya koenigii (L.) Spreng.)

  - Clausena Burm.f.: Die 15 bis 30 Arten sind in Afrika, im östlichen, südlichen Asien, Südostasien, nordöstlichen und auf südwestlichen Pazifischen Inseln weitverbreitet. Darunter auch Clausena lenis Drake, deren Inhaltsstoffe kürzlich bestimmt wurden. In China kommen zehn Arten vor, fünf davon nur dort.
  - Glycosmis Corrêa: Die etwa 50 Arten sind im östlichen, südlichen Asien, Südostasien und Australien weitverbreitet.
    - Glycosmis pentaphylla (Retz.) DC.: Aus Indien, Sri Lanka, Nepal bis ins nördlichere Südostasien und dem südwestlichen China sowie aus den Philippinen bis nach Indonesien.

  - Micromelum Blume: Die etwa zehn Arten sind im südlichen Asien, Südostasien, Australien und auf südwestlichen Pazifischen Inseln weitverbreitet.

- Unterfamilie Dictyolomatoideae: Sie enthält nur eine Gattung:

- Dictyoloma A.Juss. (manchmal auch in Spathelioideae): Die nur zwei Arten kommen in Peru, Brasilien und Bolivien vor.

- Unterfamilie Flindersioideae: Sie enthält nur zwei Gattungen mit etwa 17 Arten:

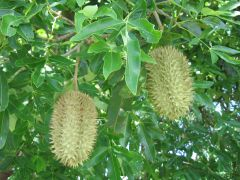
Unterfamilie Flindersioideae: Flindersia australis

- Chloroxylon DC.: Sie enthält eine oder zwei Arten:
  - Chloroxylon swietenia DC.: Aus Indien und Sri Lanka.

- Flindersia R.Br.: Die 13 bis 16 Arten kommen in Malesien, Australien und Neukaledonien vor.

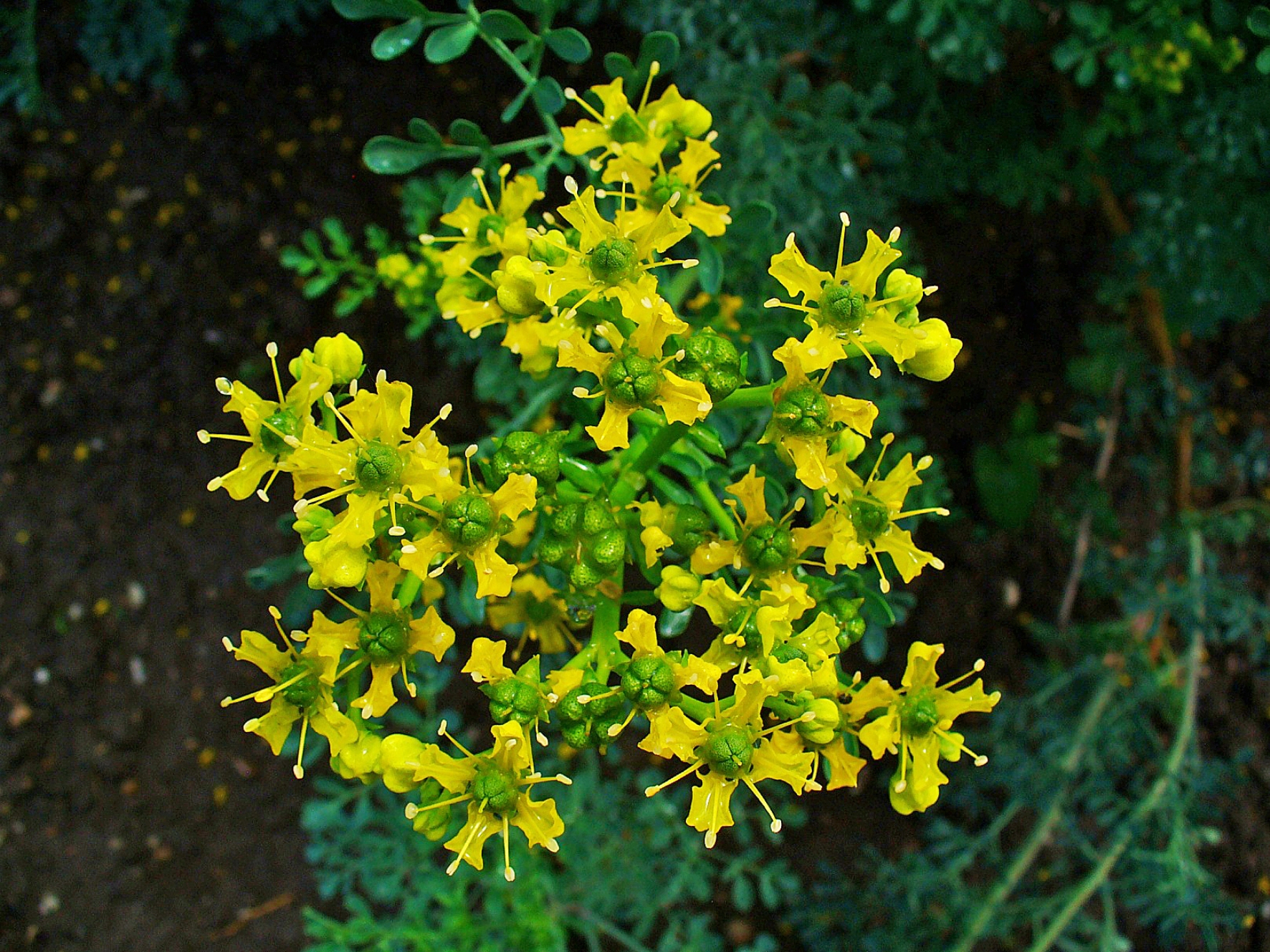
Unterfamilie Rutoideae Tribus Ruteae: Weinraute (Ruta graveolens)

- Unterfamilie Rutoideae Arn.: Sie enthält nur einer Tribus mit etwa sechs Gattungen:

- Tribus Ruteae A.Juss. ex Dumort.: Sie enthält etwa sechs Gattungen:
  - Boenninghausenia Rchb. ex Meisn.: Sie enthält nur eine Art:
    - Boenninghausenia albiflora (Hook.) Meisn.: Sie ist im östlichen, südlichen Asien, Südostasien von Indien bis Japan weitverbreitet.

  - Cneoridium Hook.f.: Sie enthält nur eine Art:
    - Cneoridium dumosum Hook.f.: Sie kommt nur in Kalifornien vor.

  - Haplophyllum A.Juss.: Die etwa 65 Arten sind in Nordafrika, Asien und Südeuropa verbreitet. In Europa kommen etwa acht Arten vor.
  - Psilopeganum Hemsl.: Sie enthält nur eine Art:
    - Psilopeganum sinense Hemsl.: Sie gedeiht an Hängen von Hügeln in Höhenlagen von etwa 800 Meter nur in den chinesischen Provinzen Guizhou, Hubei sowie Sichuan.

  - Rauten (Ruta L.): Die 7 bis 14 Arten kommen in Makaronesien, im Mittelmeerraum und in Südwestasien vor.
  - Thamnosma Torr. & Frém.: Die etwa elf Arten kommen im südwestlichen Nordamerika und in Afrika vor.

- Unterfamilie Spathelioideae Engl. (Syn.: Cneoroideae Webb): Sie enthält vier bis sieben Gattungen mit etwa 23 Arten:

- Bottegoa Chiov.: Sie enthält nur eine Art:
  - Bottegoa insignis Chiov.: Sie kommt in Äthiopien, Somalia und Nordkenia vor.

- Cedrelopsis Baill.: Die etwa acht Arten kommen auf Madagaskar vor.
- Cneorum L.: Von den nur zwei Arten kommt eine auf Kuba und eine im westlichen Mittelmeerraum einschließliche Europas vor:
  - Zwergölbaum (Cneorum tricoccon L.): Sie kommt in Südeuropa vor.
  - Cneorum trimerum (Urb.) Chodat: Sie kommt nur auf Kuba vor, wird aber von manchen Autoren (Lobreau-Callen & Jérémie, 1986) auch als Ökotyp von Cneorum tricoccon angesehen.
  - Cneorum pulverulentum (Vent.) Erdtman (Syn. Neochamaelea pulverulenta (Vent.) Tiegh., Syn. Chamaelea pulverulenta (Vent.) Tiegh.): Sie kommt nur endemisch auf den Kanarischen Inseln vor und wird dort orijama oder leñabuena genannt und wird von manchen Autoren in die eigene Gattung Neochamaelea(Engl.) Erdtman mit nur dieser einen Art eingeteilt.

- Dictyoloma A.Juss.: Sie enthält nur eine Art:
  - Dictyoloma peruvianum Planch.: Sie kommt in Peru, Bolivien und Brasilien vor.

- Harrisonia R.Br. ex A.Juss.: Die drei bis vier Arten kommen in den Tropen Afrikas und Asiens vor.
- Ptaeroxylon Eckl. & Zeyh.: Sie enthält nur eine Art:
  - Ptaeroxylon obliquum (Thunb.) Radlk.: Sie kommt nur im südlichen Afrika vor.

- Spathelia L.: Die etwa 15 bis 20 Arten kommen in Mexiko, auf Karibischen Inseln (beispielsweise einem Endemiten auf Kuba) und im nördlichen Südamerika bis zu den brasilianischen Bundesstaaten Rondonia und Mato Grosso vor.

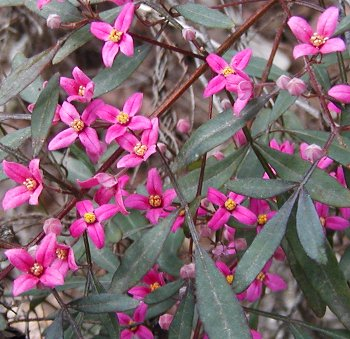
Unterfamilie Toddalioideae Tribus Boronieae: Boronia fraseri

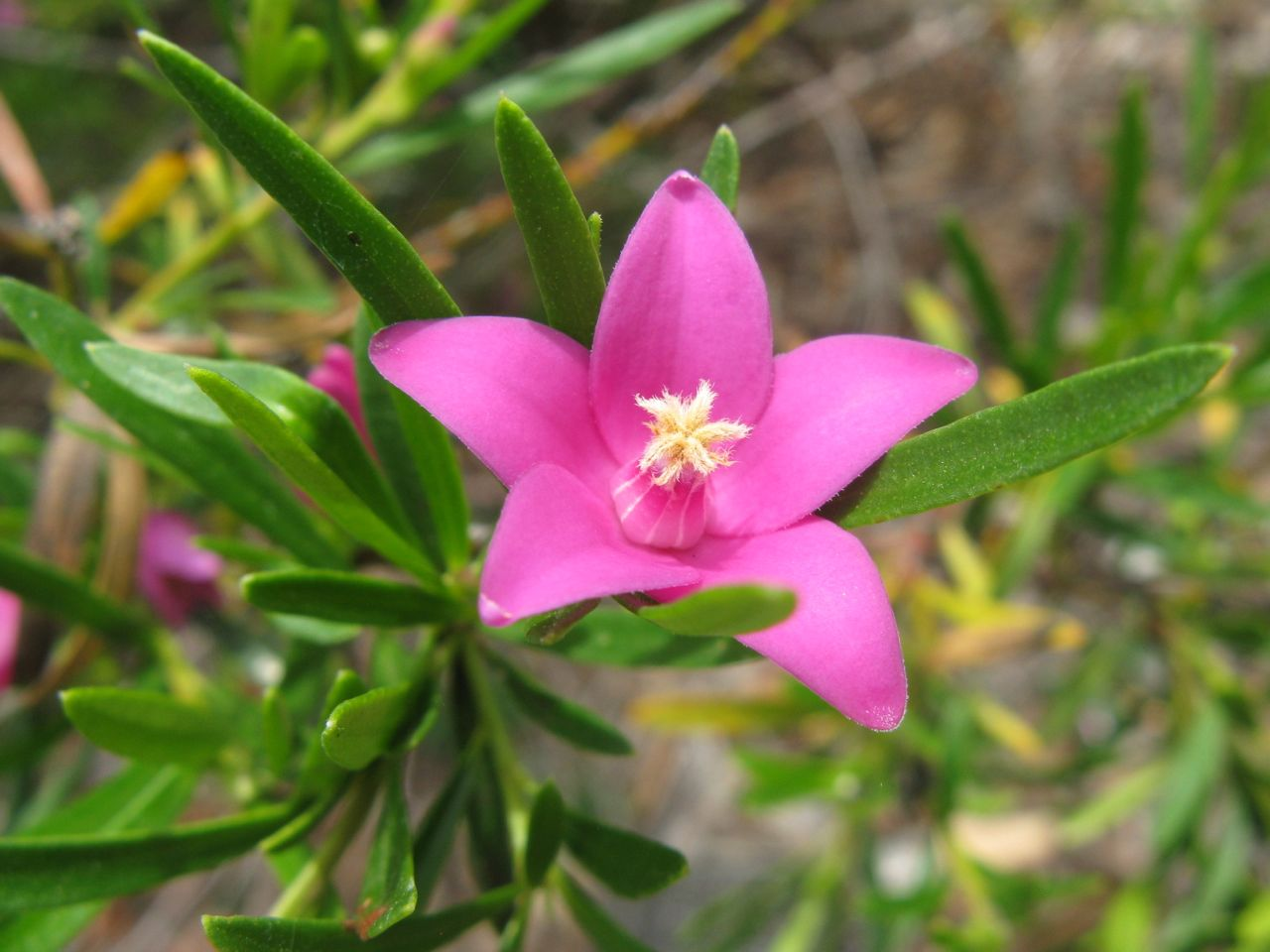
Unterfamilie Toddalioideae Tribus Boronieae: Crowea

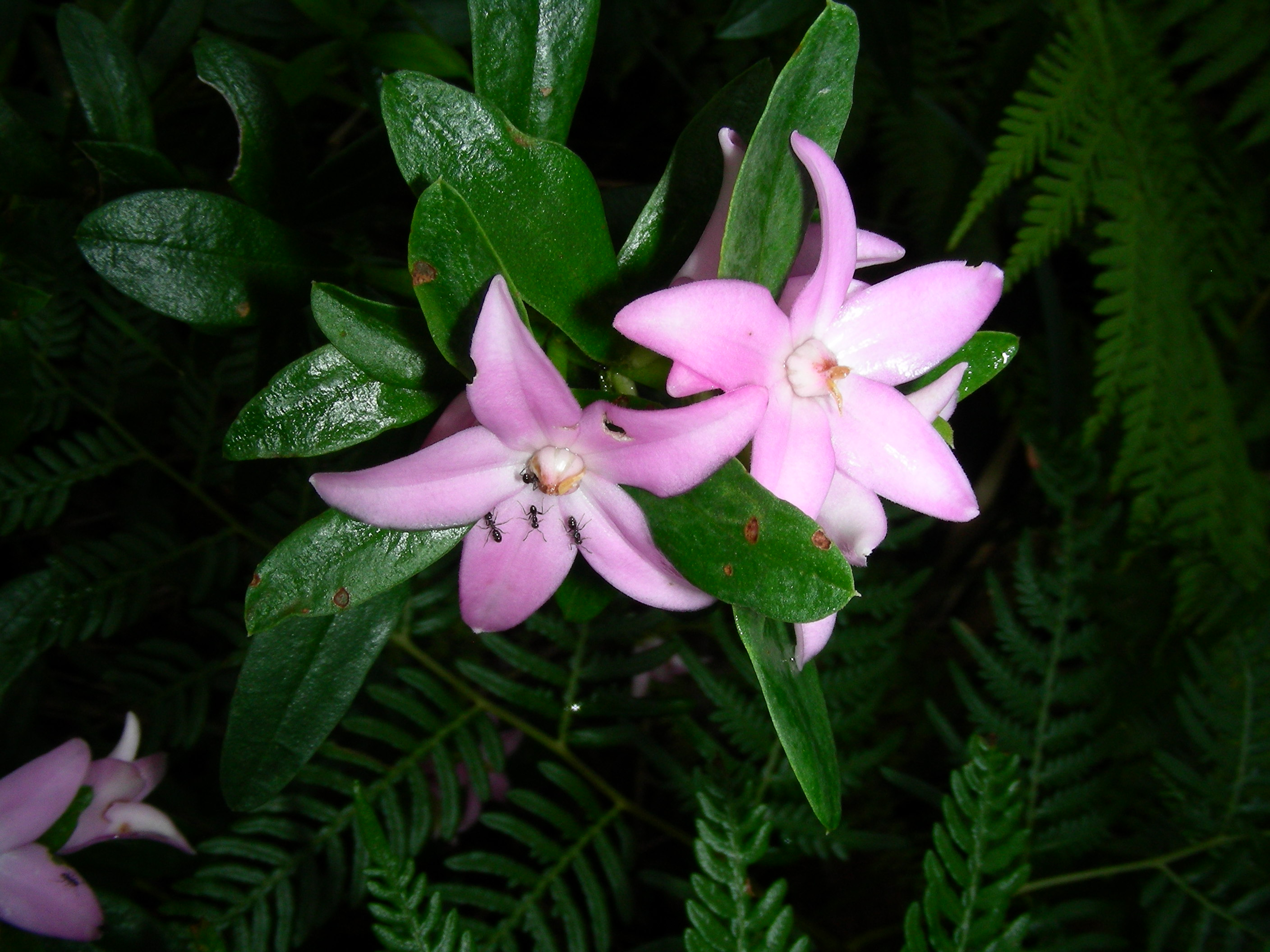
Unterfamilie Toddalioideae Tribus Boronieae: Eriostemon australasius

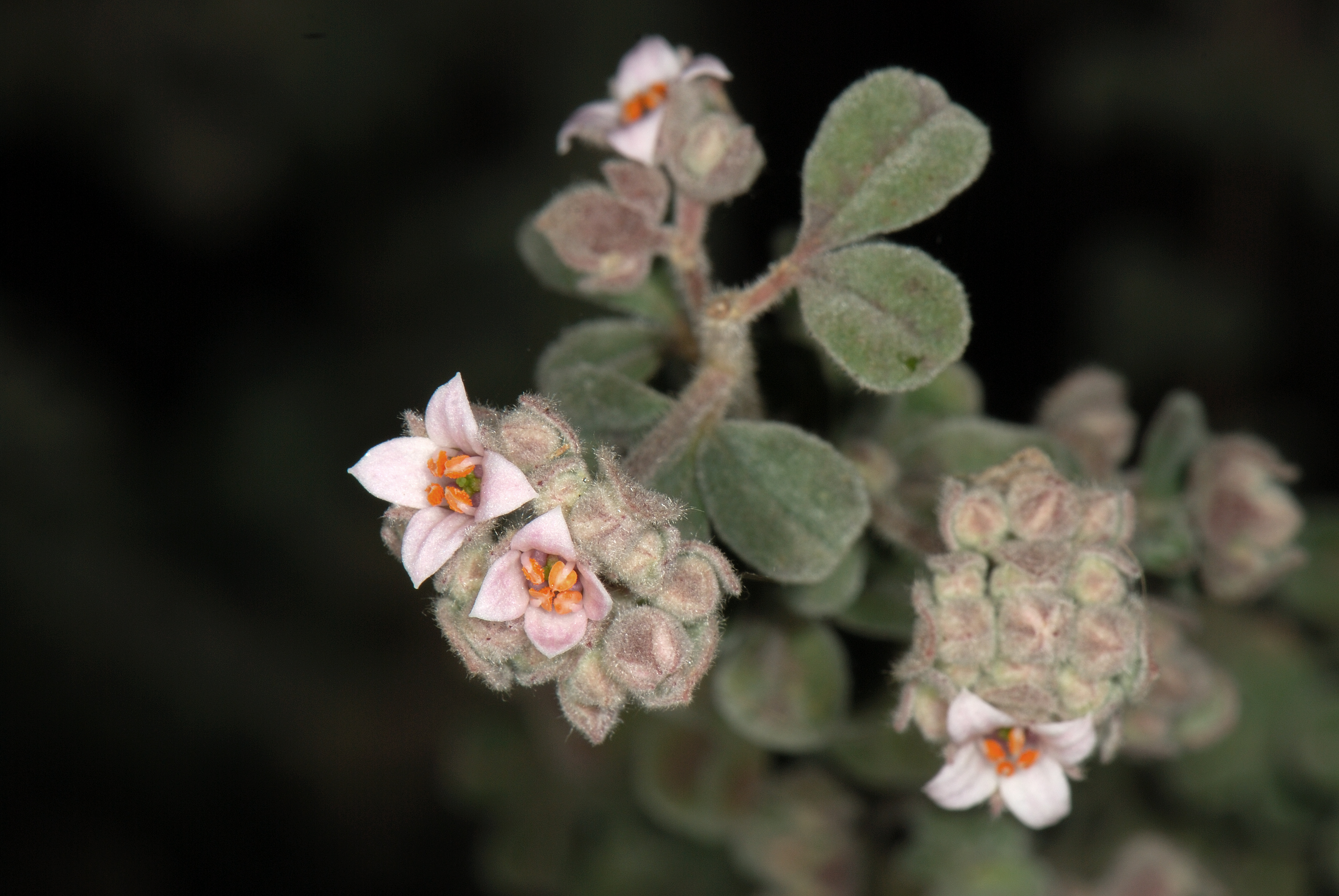
Unterfamilie Toddalioideae Tribus Boronieae: Zieria baeuerlenii

- Unterfamilie Toddalioideae K.Koch: Sie enthält drei Tribus mit etwa 119 Gattungen:

- Tribus Boronieae Bartl.: Sie enthält etwa 18 Gattungen, die hauptsächlich in Australien vorkommen:
  - Acradenia Kippist: Die etwa vier Arten kommen im östlichen Australien vor.
  - Asterolasia F.Muell.: Die etwa 15 Arten sind im gemäßigten Australien verbreitet.
  - Korallenrauten (Boronia Sm., inkl. Boronella Baill.): Die etwa 150 Arten sind in Australien verbreitet, mit einem Schwerpunkt der Artenvielfalt (etwa 100 Arten) im südwestlichen Teil. Die früher zu Boronella gestellten Arten, z. B. Boronia pancheri (Baill.) Duretto & Bayly, kommen in Neukaledonien vor.
  - Chorilaena Endl.: Mit wohl nur einer Art:
    - Chorilaena quercifolia Endl.: Sie kommt im südwestlichen Australien vor.

  - Correa Andrews: Die etwa zwölf Arten sind im gemäßigten Australien verbreitet.
  - Crowea Sm.: Die etwa drei Arten kommen im südlichen Australien vor.
  - Diplolaena R.Br.: Die etwa 18 Arten kommen im westlichen Australien vor.
  - Drummondita Harv.: Die etwa fünf Arten sind in Australien verbreitet.
  - Eriostemon Sm.: Die etwa zwei Arten kommen im östlichen Australien.
  - Geleznowia Turcz.: Sie enthält nur eine Art:
    - Geleznowia calycina Benth.: Sie kommt im südwestlichen Australien vor.

  - Leionema (F.Muell.) Paul G.Wilson: Die etwa 21 Arten kommen im östlichen Australien und eine Art in Neuseeland vor.
  - Microcybe Turcz.: Die etwa drei Arten sind in Australien verbreitet.
  - Muiriantha C.A.Gardner: Sie enthält nur eine Art:
    - Muiriantha hassellii (F.Muell.) C.A.Gardner: Sie kommt nur im südwestlichen Australien vor.

  - Nematolepis Turcz.: Die etwa sieben Arten sind in Australien verbreitet.
  - Phebalium Vent.: Die etwa 25 Arten sind in Australien verbreitet.
  - Philotheca Rudge: Die etwa 43 Arten sind in Australien verbreitet.
  - Rhadinothamnus Paul G.Wilson: Die etwa drei Arten kommen im westlichen Australien vor.
  - Zieria Sm.: Die etwa 41 Arten kommen hauptsächlich in Australien vor und eine Art ist auf Neukaledonien beheimatet.

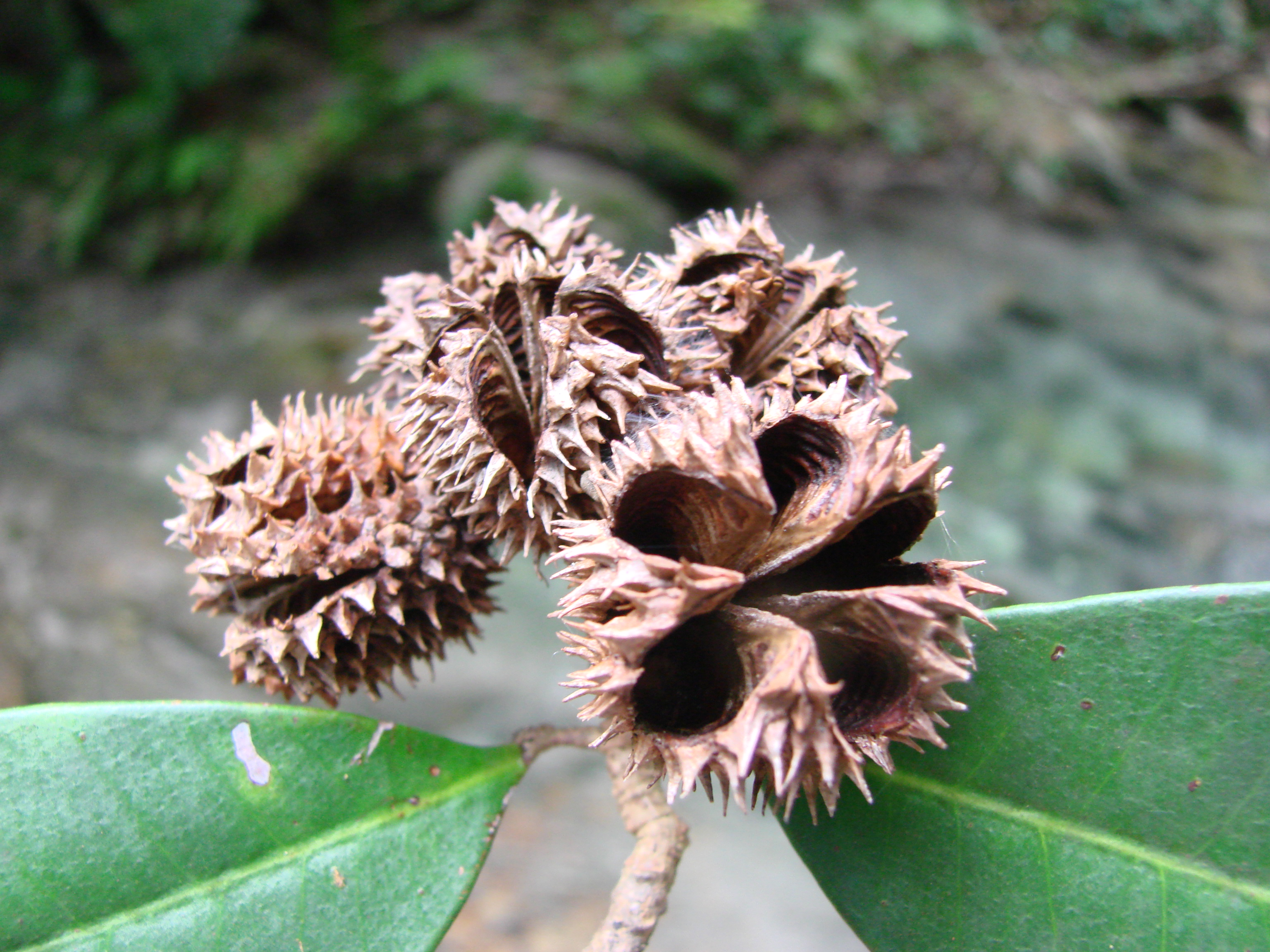
Unterfamilie Toddalioideae Tribus Cusparieae: Esenbeckia grandiflora

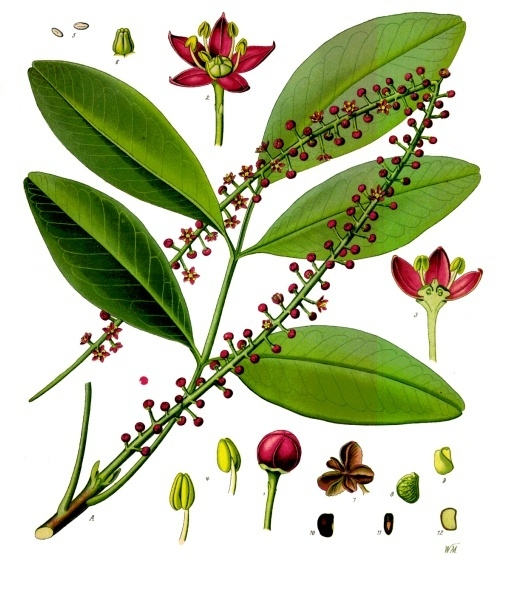
Unterfamilie Toddalioideae Tribus Cuspidarieae: Illustration des Paraguay-Jaborandi (Pilocarpus pennatifolius)

- Tribus Cusparieae: Sie enthält etwa 32 Gattungen:
  - Achuaria Gereau (wird von manchen Autoren auch zu Raputia gestellt): Sie enthält nur eine Art:
    - Achuaria hirsuta Gereau: Sie kommt in Peru vor.

  - Adiscanthus Ducke: Sie enthält nur eine Art:
    - Adiscanthus floridus Ducke: Sie kommt im Amazonasgebiet vor.

  - Almeidea A.St.-Hil.: Die etwa fünf Arten kommen in Brasilien und Bolivien.
  - Angostura Roem. & Schultes (Syn: Bonplandia Willd., Cusparia Humb.): Die etwa 10 Arten sind von Nicaragua bis Venezuela, Bolivien und südliche Brasilien verbreitet.
    - Angostura trifoliata (Willd.) T.S.Elias: Aus Venezuela und Kolumbien.

  - Andreadoxa Kallunki: Sie enthält nur eine Art:
    - Andreadoxa flava Kallunki: Sie kommt nur im brasilianischen Bundesstaat Bahia vor.

  - Apocaulon R.S.Cowan: Sie enthält nur eine Art:
    - Apocaulon carnosum R.S.Cowan: Sie kommt in Venezuela auf dem Guyana-Schild vor.

  - Conchocarpus J.C.Mikan: Die etwa 46 bis 50 Arten kommen in Nicaragua, südwärts bis Bolivien und das südöstliche Brasilien.
  - Decagonocarpus Engl.: Die nur zwei Arten in Venezuela auf dem Guyana-Schild, nördlichen Brasilien und Kolumbien vor.
  - Desmotes Kallunki: Sie enthält nur eine Art:
    - Desmotes incomparabilis (H.P.Riley) Kallunki: Es ist ein Endemit der zu Panama gehörenden Insel Coiba.

  - Ertela Adans.: Die nur zwei Arten sind von Mexiko bis Brasilien, Bolivien und Peru verbreitet.
  - Erythrochiton Nees & Mart.: Die etwa sieben Arten sind von Costa Rica über das nördliche Südamerika bis Bolivien und Brasilien verbreitet.
  - Esenbeckia Kunth: Die etwa 28 Arten sind von Mexiko bis ins nordöstliche Argentinien verbreitet.
    - Esenbeckia febrifuga (A.St.-Hil.) A.Juss. ex Mart.: Aus dem mittleren bis östlichen Brasilien

  - Euxylophora Huber: Sie enthält nur eine Art:
    - Euxylophora paraensis Huber: Sie kommt nur im brasilianischen Bundesstaat Pará vor. Handelsname des Holzes Amarello, ein auffällig gelbes Holz.

  - Galipea Aubl.: Die etwa 17 Arten kommen auf Kuba und von Guatemala bis Südamerika vor.
  - Leptothyrsa Hook.f.: Sie enthält nur eine Art:
    - Leptothyrsa sprucei Hook.f.: Sie kommt in Brasilien nur im Amazonasgebiet vor.

  - Lubaria Pittier: Die nur zwei Arten kommen in Costa Rica und Venezuela vor.
  - Metrodorea A.St.-Hil.: Die etwa fünf Arten kommen in Südamerika vor.
  - Naudinia Planch. & Linden: Sie enthält nur eine Art:
    - Naudinia amabilis Planch. & Linden: Sie kommt nur in Kolumbien vor.

  - Neoraputia Emmerich: Die etwa sechs Arten kommen in Brasilien und Peru vor.
  - Nycticalanthus Ducke: Sie enthält nur eine Art:
    - Nycticalanthus speciosus Ducke: Sie kommt in Brasilien nur im Amazonasgebiet vor.

  - Pilocarpus Vahl: Die etwa 17 Arten sind in der Neotropis verbreitet, darunter:
    - Paraguay-Jaborandi (Pilocarpus pennatifolius Lem.)

  - Raputia Aubl.: Die etwa neun Arten kommen im tropischen Südamerika vor.
  - Raputiarana Emmerich: Sie enthält nur eine Art:
    - Raputiarana subsigmoides (Ducke) Emmerich: Sie kommt nur im Amazonasgebiet vor.

  - Rauia Nees & Mart. (gehört bei manchen Autoren zu Cusparia Humb.): Die etwa vier Arten kommen in Brasilien und Peru vor.
  - Raulinoa R.S.Cowan: Sie enthält nur eine Art:
    - Raulinoa echinata R.S.Cowan: Sie kommt in Brasilien vor.

  - Ravenia Vell.: Die etwa 14 Arten kommen im tropischen Südamerika vor.
  - Raveniopsis Gleason: Die etwa 19 Arten kommen vom Hochland von Guayana bis Brasilien vor.
  - Rutaneblina Steyerm. & Luteyn: Sie enthält nur eine Art:
    - Rutaneblina pusilla Steyerm. & Luteyn: Sie kommt nur in Venezuela vor.

  - Sigmatanthus Huber ex Emmerich: Sie enthält nur eine Art:
    - Sigmatanthus trifoliatus Huber ex Emmerich: Sie kommt in Brasilien vor.

  - Spiranthera A.St.-Hil.: Die etwa drei oder vier Arten kommen im nördlichen Südamerika vor.
  - Ticorea Aubl.: Die etwa fünf Arten kommen von Costa Rica bis ins nordöstliche Südamerika vor.
  - Toxosiphon Baill.: Die etwa vier Arten sind in der Neotropis verbreitet.

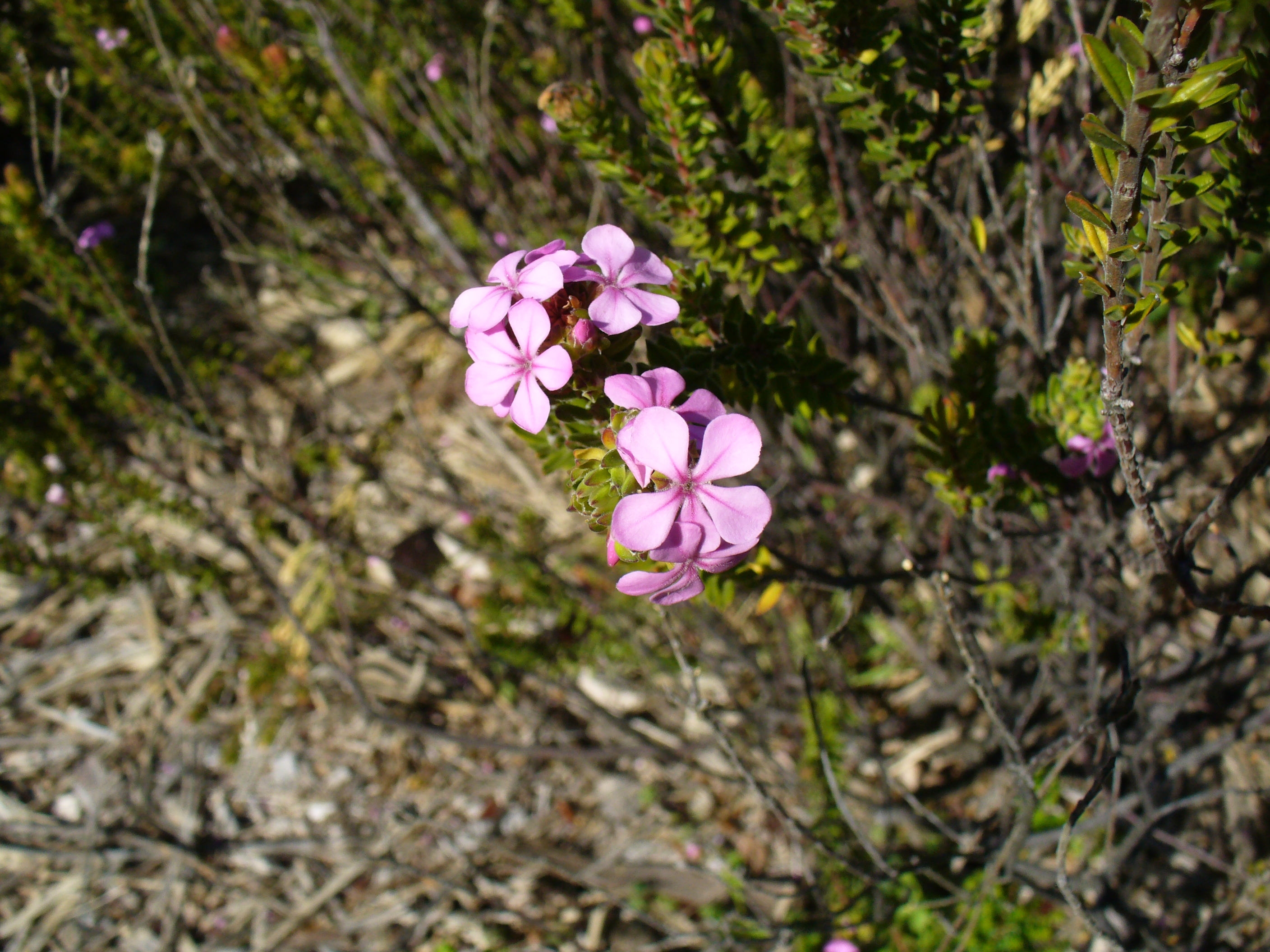
Unterfamilie Toddalioideae Tribus Diosmeae: Acmadenia mundiana

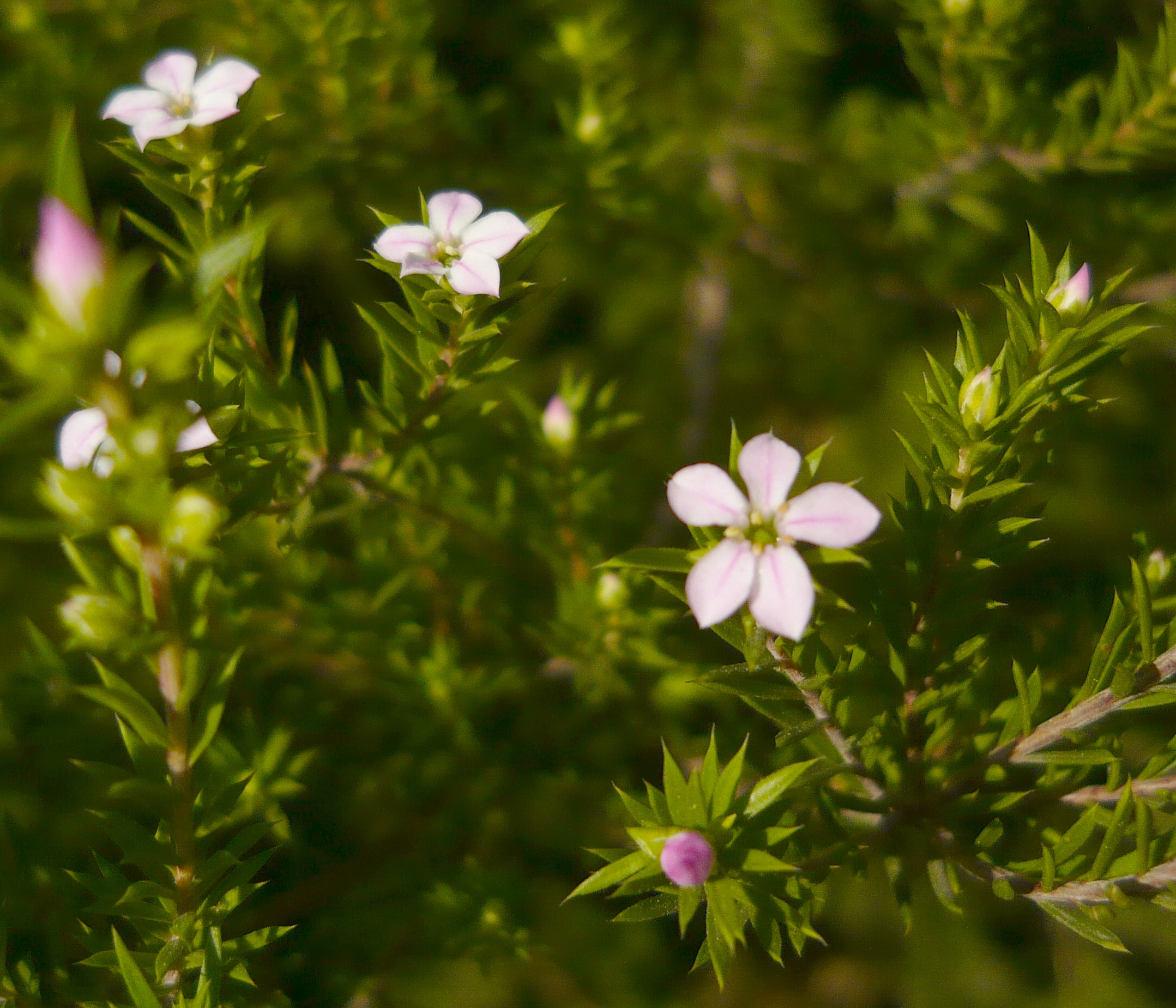
Unterfamilie Toddalioideae Tribus Diosmeae: Diosma ericoides

- Tribus Diosmeae DC.: Sie enthält etwa elf Gattungen, die den Schwerpunkt ihrer Verbreitung in Südafrika haben:
  - Acmadenia Bartl. & H.L.Wendl.: Die etwa 33 Arten sind in Südafrika verbreitet.
  - Adenandra Willd.: Die etwa 18 Arten kommen in der südwestlichen Capensis vor.
  - Agathosma Willd.: Die etwa 150 Arten sind in Südafrika verbreitet.
  - Calodendrum Thunb.: Sie enthält nur zwei Arten:
    - Calodendrum capense (L.f.) Thunb.: Sie kommt in Süd- und Ostafrika vor.

  - Coleonema Bartl. & H.L.Wendl.: Die etwa acht Arten kommen in der Capensis vor.
  - Diosma L.: Die etwa 28 Arten sind in Südafrika verbreitet.
  - Empleurum Aiton: Die zwei Arten sind in Südafrika verbreitet.
  - Euchaetis Bartl. & H.L.Wendl.: Die etwa 23 Arten kommen in der Capensis vor.
  - Macrostylis Bartl. & H.L.Wendl.: Die etwa zehn Arten kommen in der Capensis vor.
  - Phyllosma Bolus ex Schltr.: Die nur zwei Arten kommen in der Capensis vor.
  - Sheilanthera I.Williams: Sie enthält nur eine Art:
    - Sheilanthera pubens I.Williams: Sie kommt in Südafrika vor.

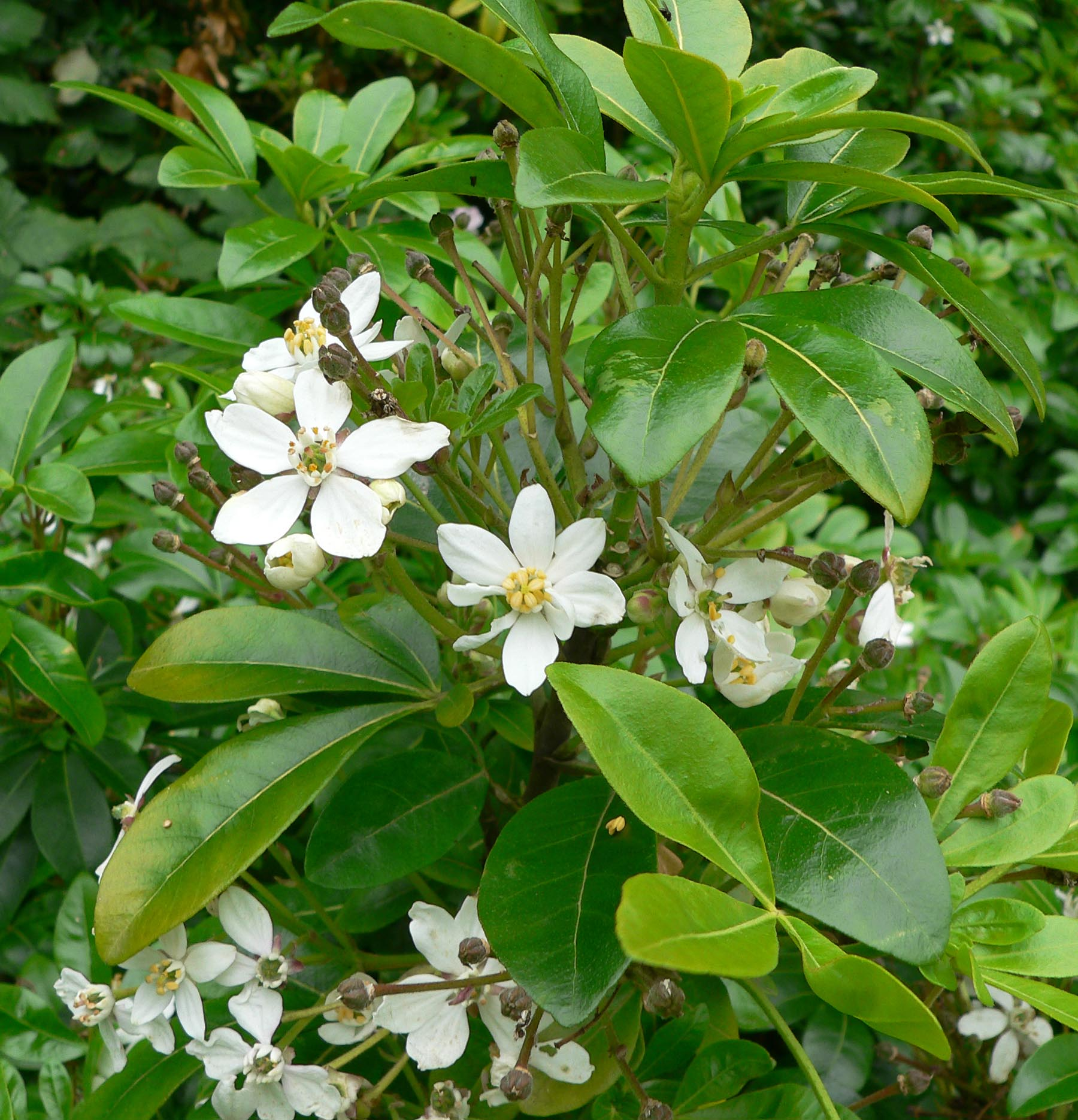
Unterfamilie Toddalioideae: Choisya ternata

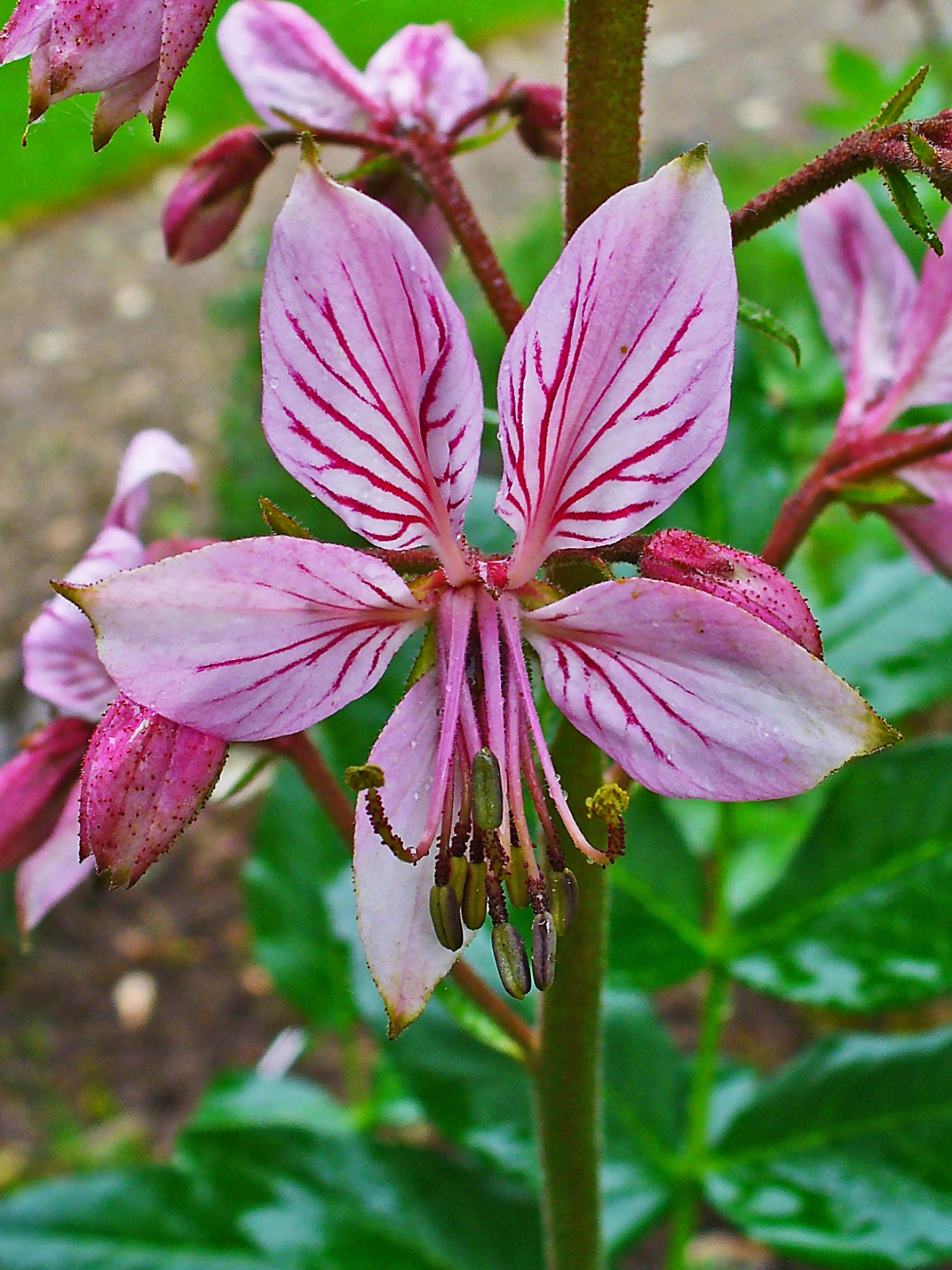
Unterfamilie Toddalioideae: Diptam (Dictamnus albus)

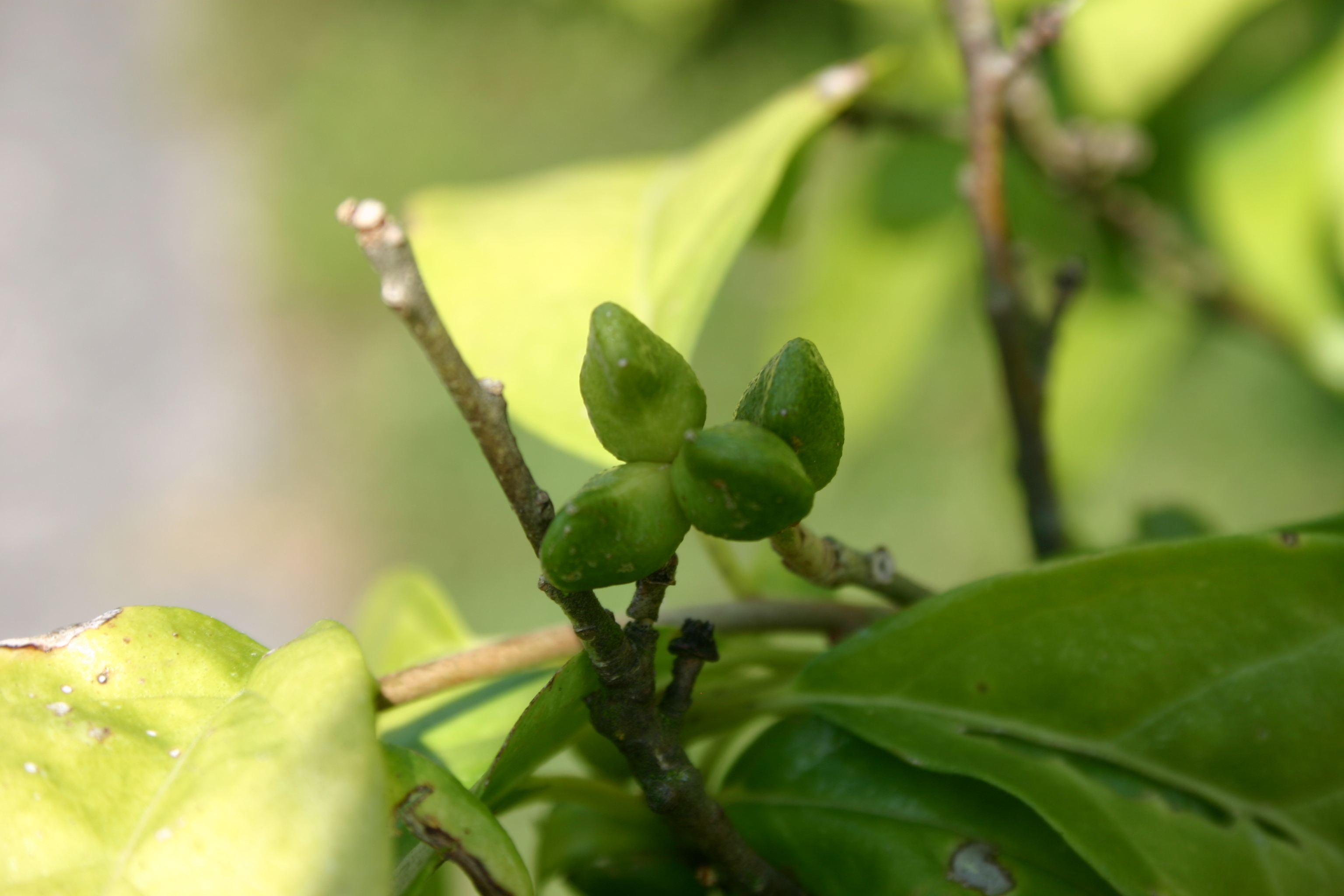
Unterfamilie Toddalioideae: Orixa japonica

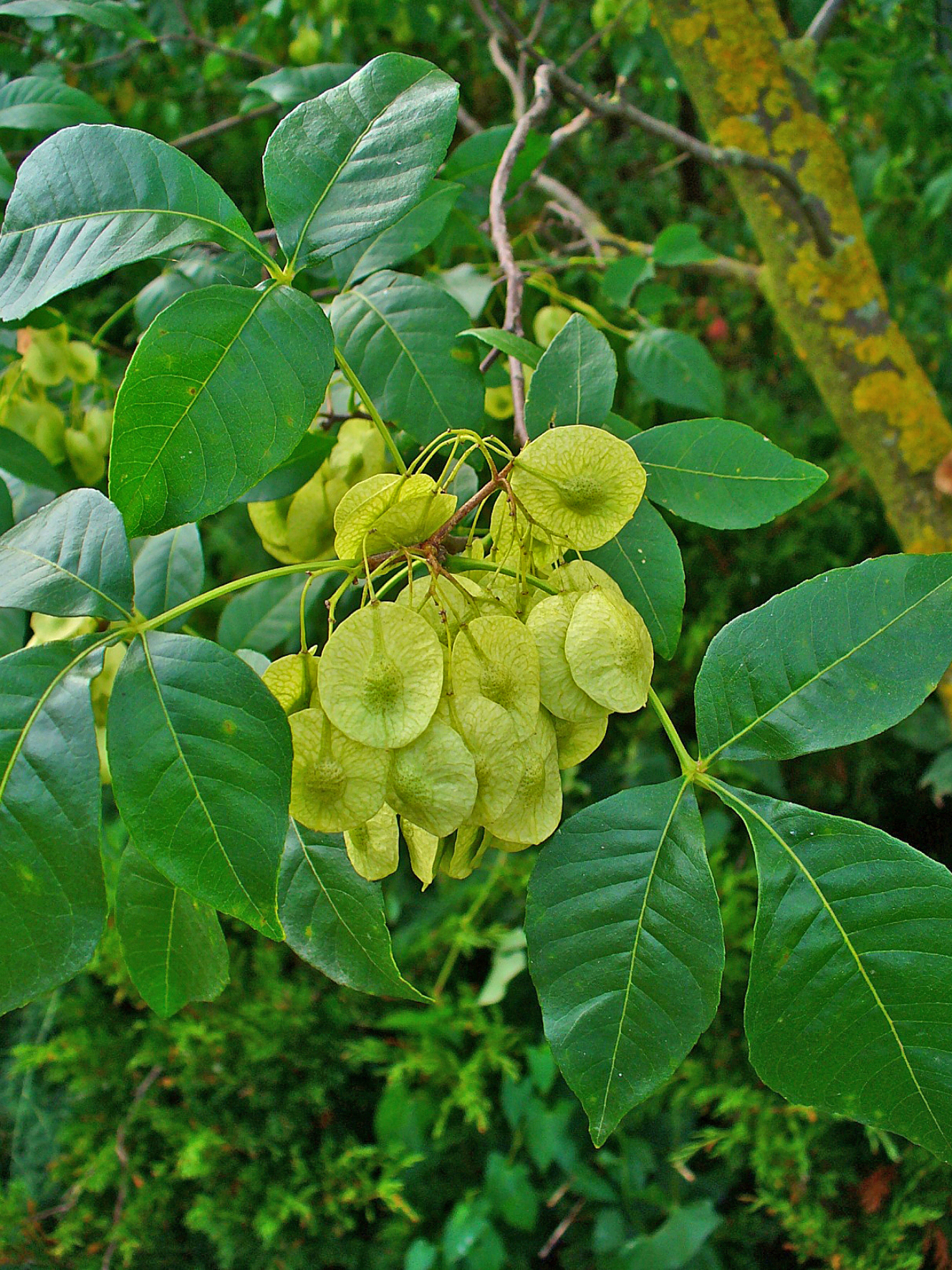
Unterfamilie Toddalioideae: Kleeulme (Ptelea trifoliata)

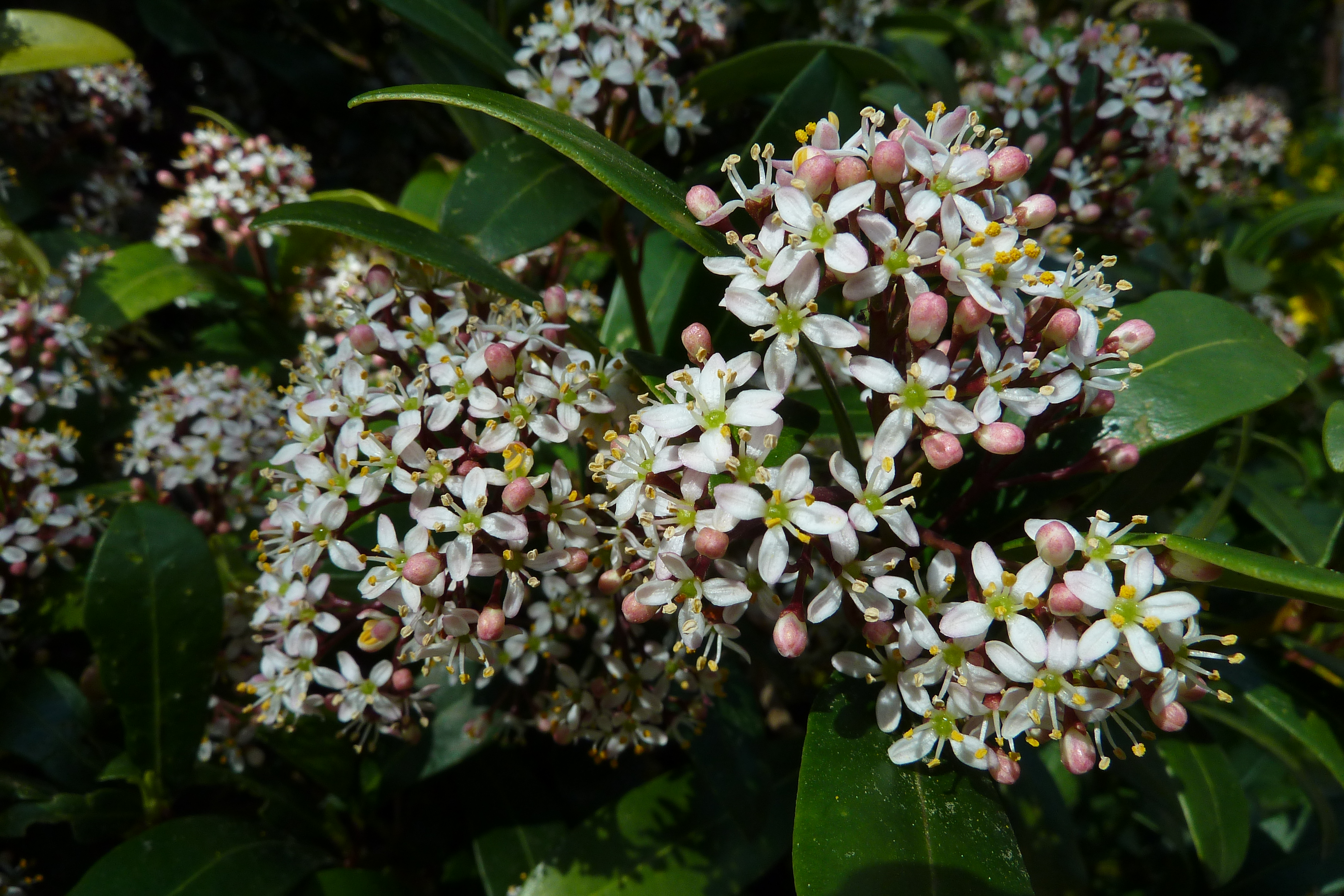
Unterfamilie Toddalioideae: Skimmia japonica

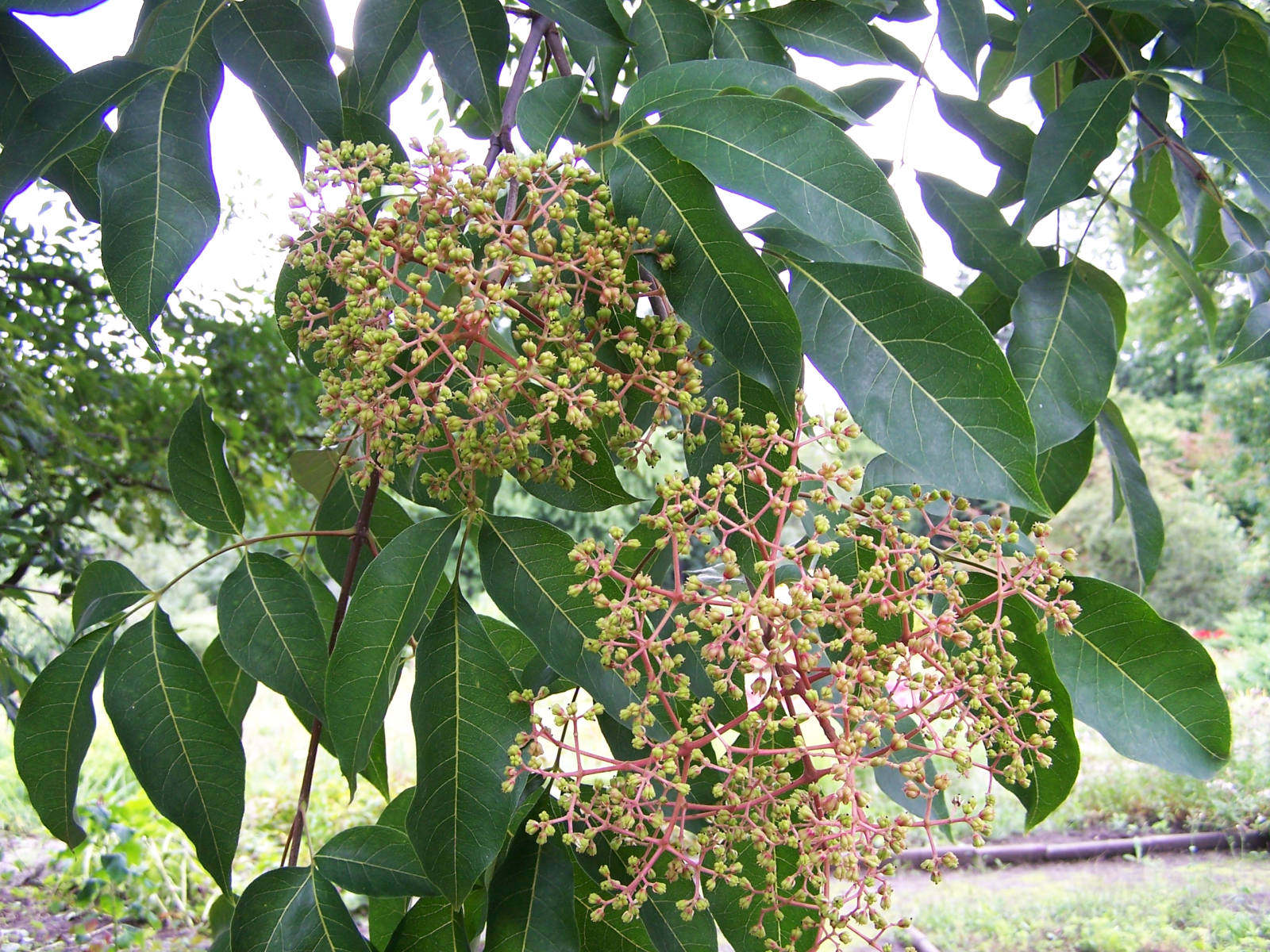
Unterfamilie Toddalioideae: Samthaarige Stinkesche (Tetradium daniellii)

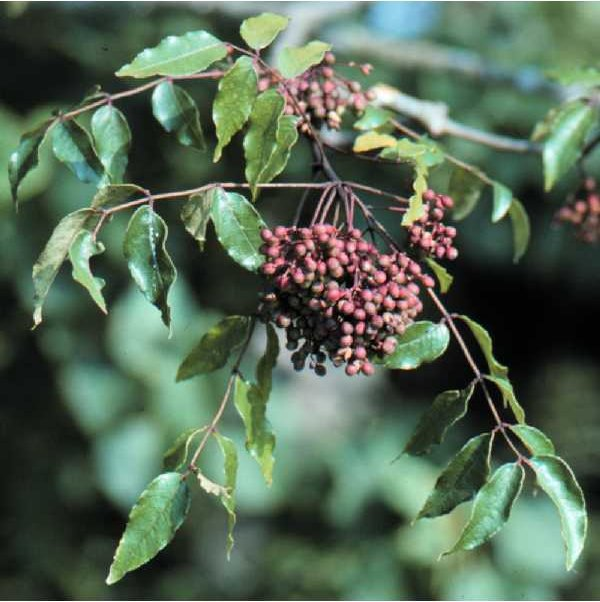
Unterfamilie Toddalioideae: Zanthoxylum clava-herculis

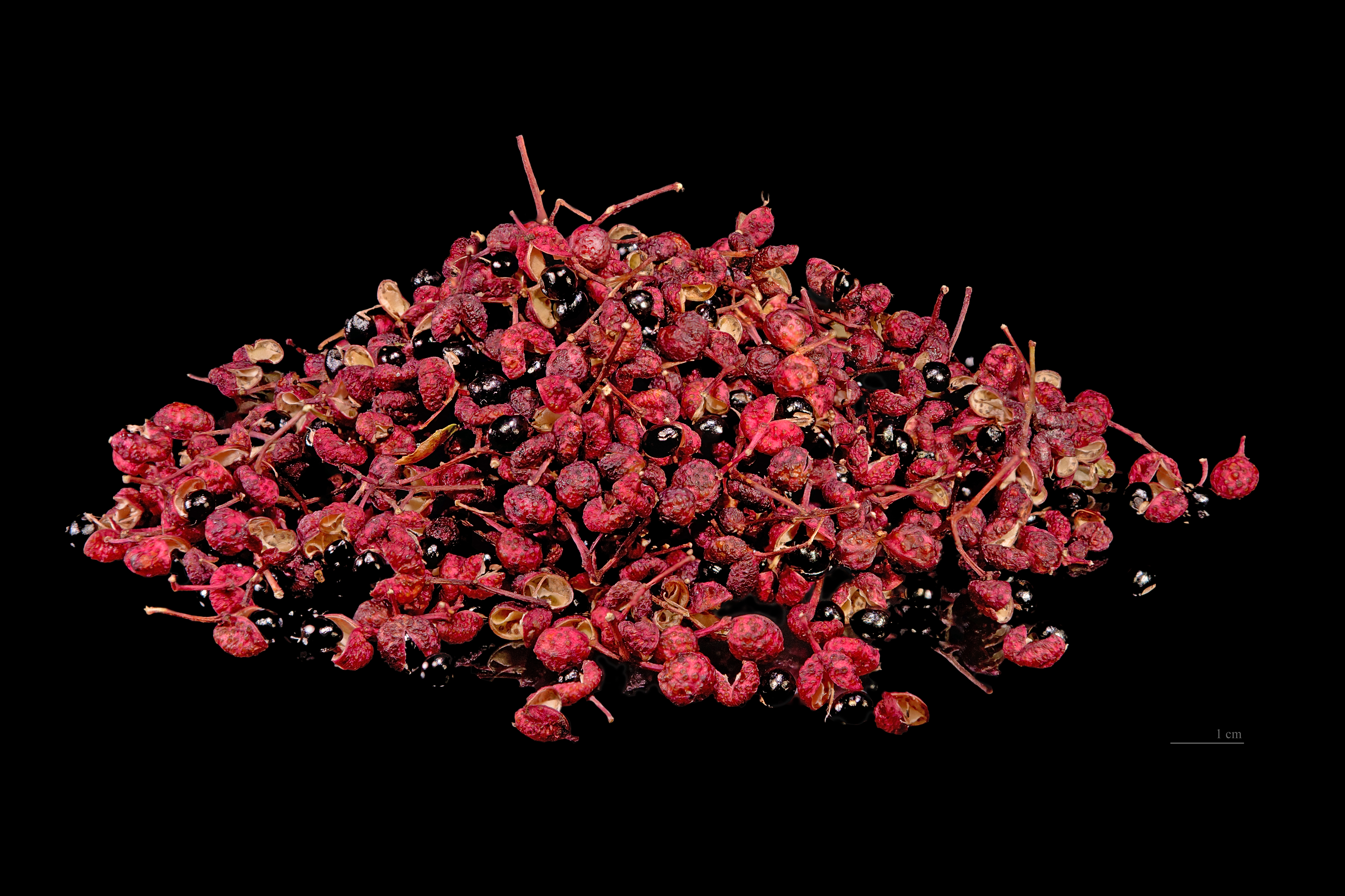
Unterfamilie Toddalioideae: Früchte und Samen von Zanthoxylum piperitum

- Zur Unterfamilie Toddalioideae, aber nicht in einer Tribus eingeordnet sind:
  - Acronychia J.R.Forst. & G.Forst.: Die etwa 48 Arten sind im südlichen Asien, in Südostasien, Australien und auf südwestlichen Pazifischen Inseln verbreitet.
  - Amyris P.Browne: Die etwa 40 neotropischen Arten kommen in den Texas sowie Florida, Mexiko, Zentralamerika, auf Karibische Inseln, Peru und Brasilien vor.
  - Balfourodendron Corr. Méllo ex Oliv.: Die nur zwei Arten sind im nordöstlichen bis südlichen Brasilien, Paraguay und nordöstlichen Argentinien verbreitet.
    - Balfourodendron riedelianum (Engl.) Engl.: Aus Brasilien bis Argentinien und Paraguay

  - Bosistoa F.Muell. ex Benth.: Die etwa vier Arten sind in den Regenwäldern Ostaustraliens beheimatet.
  - Bouchardatia Baill.: Von den etwa vier Arten kommen zwei in Neuguinea und zwei in Ostaustralien vor.
  - Bouzetia Montrouz.: Sie enthält nur eine Art:
    - Bouzetia maritima Montrouz.: Sie kommt in Neukaledonien vor.

  - Brombya F.Muell.: Die zwei Arten kommen nur in Queensland vor.
  - Casimiroa La Llave: Die etwa zehn Arten kommen in Texas und von Mexiko bis Costa Rica vor.
    -  Casimiroa edulis La Llave: Aus Mexiko und Zentralamerika

  - Orangenblumen (Choisya Kunth): Die sechs bis acht Arten kommen in Arizona und Mexiko vor.
  - Comptonella Baker f.: Die etwa acht Arten kommen nur in Neukaledonien vor.
  - Crossosperma T.G.Hartley: Die nur zwei Arten kommen nur in Neukaledonien vor.
  - Decatropis Hook.f.: Die nur zwei Arten in kommen von Mexiko über Guatemala bis Honduras vor.
  - Decazyx Pittier & S.F.Blake: Mit nur zwei Arten kommen von Mexiko über Guatemala und Honduras bis Costa Rica vor.
  - Dictamnus L.: Die nur eine Art oder bis zu fünf Arten sind in Eurasien weitverbreitet.
  - Dinosperma T.G.Hartley: Die etwa vier Arten kommen im östlichen Australien vor.
  - Dutailliopsis T.G.Hartley: Sie enthält nur eine Art:
    - Dutailliopsis gordonii T.G.Hartley: Sie kommt in Neukaledonien vor.

  - Dutaillyea Baill.: Die zwei Arten kommen nur in Neukaledonien vor.
  - Euodia J.R.Forst. & G.Forst.: Die etwa sieben Arten kommen in Neuguinea, Ostaustralien und auf Pazifischen Inseln vor.
  - Evodiella B.L.Linden (die Arten werden auch zu Melicope gestellt): Die etwa zwei Arten kommen in Neuguinea und Australien vor.
  - Fagaropsis Mildbr. ex Siebenl.: Die etwa vier Arten kommen in Afrika und Madagaskar vor.
  - Geijera Schott: Die etwa acht Arten kommen in Australien, Neuguinea und Neukaledonien vor.
  - Halfordia F.Muell.: Sie enthält nur eine Art:
    - Halfordia scleroxyla F.Muell.: Sie kommt Ostaustralien, Neuguinea und Neukaledonien vor.

  - Helietta Tul.: Die etwa acht Arten sind in Texas und USA, Mexiko, Kuba, nördliche Südamerika, Peru, Paraguay, Brasilien und nördliche Argentinien verbreitet.
  - Hortia Vand.: Die etwa zehn Arten kommen in Panama, im nördlichen Südamerika bis zum brasilianischen Bundesstaat São Paulo (Atlantischen Regenwald) vor; eine Art gedeiht in den brasilianischen und bolivianischen Savannen.
  - Lunasia Blanco: Sie enthält nur eine Art:
    - Lunasia amara Blanco: Sie kommt von Malesien bis Nordaustralien vor.

  - Maclurodendron T.G.Hartley: Die etwa sechs Arten sind in Südostasien weit verbreitet.
  - Medicosma Hook.f.: Die etwa 25 Arten kommen in Neukaledonien, in Ostaustralien und in Neuguinea vor.
  - Melicope J.R.Forst. & G.Forst.: Die etwa 233 Arten sind im östlichen, südlichen Asien, Südostasien, Australien, Madagaskar, auf den Maskarenen und auf Pazifischen Inseln weit verbreitet.
  - Myrtopsis Engl.: Die etwa neun Arten kommen nur in Neukaledonien vor.
  - Neobyrnesia J.A.Armstr.: Sie enthält nur eine Art:
    - Neobyrnesia suberosa J.A.Armstr.: Sie kommt in Nordaustralien vor.

  - Neoschmidia T.G.Hartley: Sie enthält nur eine oder zwei Arten, die in Neukaledonien vorkommen.
  - Oriciopsis Engl.: Mit nur einer Art, die von manchen Autoren auch zu Vepris gerechnet wird:
    - Oriciopsis glaberrima Engl.: Sie kommt in Westafrika vor.

  - Orixa Thunb.: Sie enthält nur eine Art:
    - Orixa japonica Thunb.: Sie ist in China, südlichen Korea und Japan weitverbreitet.

  - Peltostigma Walp.: Die etwa vier Arten in Zentralamerika und auf karibischen Inseln vor.
  - Pentaceras Hook.f.: Sie enthält nur eine Art:
    - Pentaceras australis (F.Muell.) Benth.: Sie kommt in Australien vor.

  - Perryodendron T.G.Hartley: Sie enthält nur eine Art:
    - Perryodendron parviflorum (C.T.White) T.G.Hartley: Sie kommt nur in Neuguinea vor.

  - Korkbäume (Phellodendron Rupr.): Die zwei bis vier Arten sind im östlichen Asien und in Südostasien weit verbreitet. In China kommen zwei Arten vor, eine davon nur dort
  - Picrella Baill.: Die etwa drei Arten kommen nur in Neukaledonien vor.
  - Pitavia Molina: Sie enthält nur eine Art:
    - Pitavia punctata Molina: Sie kommt nur in Chile vor.

  - Pitaviaster T.G.Hartley: Sie enthält nur eine Art:
    - Pitaviaster haplophyllus (F.Muell.) T.G.Hartley: Sie kommt in Australien vor.

  - Platydesma H.Mann: Die etwa vier Arten kommen nur auf Hawaii vor.
  - Plethadenia Urb.: Die etwa zwei Arten kommen auf Kuba und Hispaniola vor.
  - Polyaster Hook.f.: Sie enthält nur eine oder zwei Arten, die in Mexiko vorkommen.
  - Kleeulmen (Ptelea L.): Die etwa elf Arten sind in Nordamerika verbreitet.
  - Sarcomelicope Engl.: Die etwa sechs Arten kommen in Neukaledonien, in Ostaustralien und zwischen Australien und den Fidschi-Inseln vor.
  - Skimmien (Skimmia Thunb.): Die fünf bis sechs Arten sind im östlichen, südlichen Asien und in Südostasien weitverbreitet. In China kommen fünf Arten vor, eine davon nur dort.
  - Stauranthus Liebm.: Sie enthält nur eine oder zwei Arten, die in Mexiko vorkommen
  - Tetractomia Hook.f.: Die etwa sechs Arten kommen in Malesien vor.
  - Stinkeschen (Tetradium Lour.): Die etwa neun Arten sind im östlichen, südlichen Asien und in Südostasien weit verbreitet. In China kommen sieben Arten vor, eine davon nur dort.
  - Toddalia Juss.: Sie enthält nur eine Art:
    - Toddalia asiatica (L.) Lam.: Sie ist in Afrika, Madagaskar, auf Inseln im Indischen Ozean und in Asien von Sri Lanka, Indien, Bangladesch, Bhutan, Nepal, Laos, Myanmar, Thailand, Vietnam bis China und von Malaysia, Indonesien, den Philippinen, den Ryukyu-Inseln bis Taiwan weit verbreitet.

  - Vepris Comm. ex A.Juss.: Die etwa 15 Arten sind im tropischen und südlichen Afrika sowie auf den Maskarenen verbreitet.
  - Zanthoxylum L.: Die 200 bis 250 Arten sind pantropisch verbreitet und einige Arten reichen auch im östlichen Asien und östlichen Nordamerika bis in gemäßigte Breiten.

- Keiner der Unterfamilien zugeordnet sind die Gattungen:

- Ivodea Capuron: Die etwa zehn Arten kommen auf Madagaskar vor.
- Kodalyodendron Borhidi & Acuña: Sie enthält nur eine Art:
  - Kodalyodendron cubense Borhidi & Acuña: Sie kommt nur auf Kuba vor.

- Megastigma Hook.f.: Sie enthält nur eine Art:
  - Megastigma skinneri Hook.f.: Sie kommt nur in Guatemala vor.

- Pseudiosma DC.: Sie enthält nur eine Art:
  - Pseudiosma asiatica (Lour.) Don: Sie kommt in Indochina vor.

- Tractocopevodia Raizada & V.Naray: Sie enthält nur eine Art:
  - Tractocopevodia burmahica Raizada & V.Naray: Sie kommt in Myanmar vor.

## Verwendung
Viele Arten können wegen der enthaltenen Öle als Arzneipflanzen genutzt werden, darunter Citrus aurantium ssp. aurantium (Arantii pericapium – Pomeranzenschale), Pilocarpus spec. (Jaborandi folium – Jaborandiblätter). Sie enthalten Acridon-Alkaloide.
Als Nutzpflanzen eignen sich Citrus limon (Zitrone), weitere Citrus spec. (Orangen, Grapefruits, Mandarinen, Clementinen etc.) und Kumquat-Pflanzen.
Genutzt werden beispielsweise:
- Buchu, Bucco oder Duftraute (Agathosma betulina (P.J.Bergius) Pillans)
- Westindisches Sandelholz (Amyris balsamifera L.)
- Currybaum (Bergera koenigii L.)
- Weiße Sapote (Casimiroa edulis La Llave)
- Zitruspflanzen (Citrus L.) beispielsweise:
  - (Zitrone, Limette, Orange etc.)
- Pferdeholzbaum (Clausena anisata (Willd.) Hook.f. ex Benth.)
- Diptam (Dictamnus albus L.)
- Brasilianischer Buchsbaum (Esenbeckia leiocarpa Engl.)
- Kumquatpflanzen (Fortunella Swingle) – Kumquat
- Angosturabaum (Galipea officinalis J.Hancock)
- Korkholzbaum (Melicope elleryana (F.Muell.) T.G.Hartley)
- Pilocarpus, beispielsweise:
  - Pernambuco-Jaborandi oder Jaborandistrauch (Pilocarpus jaborandi Holmes)
  - Maranhao-Jaborandi (Pilocarpus microphyllus Stapf)
  - Paraguay-Jaborandi (Pilocarpus pennatifolius Lem.)
  - Guadeloupe-Jaborandi (Pilocarpus racemosus Vahl)
- Dreiblättrige Orange (Poncirus trifoliata (L.) Raf.)
- Kleeulmen oder Ledersträucher (Ptelea L.)
- Weinraute (Ruta graveolens L.)
- Chinesische Buchsorange (Severinia buxifolia (Poir.) Ten.)